# Liste der Baudenkmäler in Bozen
Die Liste der Baudenkmäler in Bozen (italienisch Bolzano) enthält die 387 als Baudenkmäler ausgewiesenen Objekte auf dem Gebiet der Gemeinde Bozen in Südtirol.
Basis ist das im Internet einsehbare offizielle Verzeichnis der Baudenkmäler in Südtirol. Dabei kann es sich beispielsweise um Sakralbauten, Wohnhäuser, Bauernhöfe und Adelsansitze handeln. Die Reihenfolge in dieser Liste orientiert sich an der Bezeichnung, alternativ ist sie auch nach der Adresse oder dem Datum der Unterschutzstellung sortierbar.

## Liste
| Foto |                 | Bezeichnung | Standort                                                             | Eintragung                   | Beschreibung | Metadaten |
| ---- | --------------- | --- | -------------------------------------------------------------------- | ---------------------------- | --- | --- |
| ja   | Datei hochladen | Alte Pfarrkirche zu Unserer Lieben Frau in Gries mit Friedhof ID: 13955                                             | 46° 30′ 17″ N, 11° 19′ 57″ O                                         | 25. Juli 1977 (BLR-LAB 4982) | Spätgotische Kirche mit einem Flügelaltar von Michael Pacher | KG: Gries Bauparzelle: 3 Grundparzelle: 1 |
| ja   | Datei hochladen | Alte Wassermauer ID: 18147                                                                                          | Horaz-Straße 46° 29′ 53″ N, 11° 20′ 35″ O                            | 13. Nov. 1995 (BLR-LAB 5883) | Wassermauer | KG: Gries Bauparzelle: 600/1, 600/12, 600/2, 600/3 |
| ja   | Datei hochladen | Alte Wegscheiderschmiede ID: 13751                                                                                  | Andreas-Hofer-Straße 28 46° 30′ 5″ N, 11° 21′ 27″ O                  | 25. Juli 1977 (BLR-LAB 4981) | Städtisches Wohnhaus | KG: Bozen Bauparzelle: 11 |
| ja   | Datei hochladen | Altes Rathaus ID: 13831                                                                                             | Lauben 30 - Dr.-Streiter-Gasse 25 46° 29′ 59″ N, 11° 21′ 18″ O       | 25. Juli 1977 (BLR-LAB 4981) | 3 Spitzbogenlauben mit teilweise erhaltener, spätgotischer Dekorationsmalerei von Conrad Waider aus Straubing, darüber über 3 Stockwerke je 3 gekuppelte Fenster | KG: Bozen Bauparzelle: 232 |
| ja   | Datei hochladen | Altes Schulhaus in Rentsch (Lampl, König) ID: 14020                                                                 | 46° 29′ 55″ N, 11° 22′ 34″ O                                         | 25. Juli 1977 (BLR-LAB 4980) | Ehemaliges Schulgebäude, heute Sitz des Schulmuseums Bozen | KG: Zwölfmalgreien Bauparzelle: 197 |
| ja   | Datei hochladen | Altmessnerhof ID: 50533                                                                                             | 46° 30′ 12″ N, 11° 20′ 2″ O                                          | 19. Apr. 2010 (BLR-LAB 645)  | Ländliches Wohnhaus/Bauernhof | KG: Gries Bauparzelle: 11 |
| ja   | Datei hochladen | Andreas-Hofer-Straße 3 ID: 13749                                                                                    | Andreas-Hofer-Straße 3 46° 30′ 1″ N, 11° 21′ 37″ O                   | 18. Apr. 1953 (MD)           | Städtisches Wohnhaus | KG: Bozen Bauparzelle: 3 |
| ja   | Datei hochladen | Andreas-Hofer-Straße 20-26 ID: 13750                                                                                | Andreas-Hofer-Straße 20-26 46° 30′ 4″ N, 11° 21′ 30″ O               | 19. Feb. 1982 (BLR-LAB 971)  | Städtisches Wohnhaus | KG: Bozen Bauparzelle: 10 |
| ja   | Datei hochladen | Anreiter in Moritzing ID: 13977                                                                                     | 46° 30′ 4″ N, 11° 18′ 35″ O                                          | 25. Juli 1977 (BLR-LAB 4982) | Ländliches Wohnhaus/Bauernhof | KG: Gries Bauparzelle: 229 |
| ja   | Datei hochladen | Ansitz St. Oswald mit Park ID: 18105                                                                                | 46° 30′ 14″ N, 11° 21′ 35″ O                                         | 22. März 1993 (BLR-LAB 1363) | Ansitz | KG: Zwölfmalgreien Bauparzelle: 115, 2199, 2337, 4232 Grundparzelle: 132/3, 132/4 |
| ja   | Datei hochladen | Bahnhof Bozen ID: 18226                                                                                             | 46° 29′ 48″ N, 11° 21′ 30″ O                                         | 14. Apr. 1997 (BLR-LAB 1482) | Bahnhof/Remise | KG: Zwölfmalgreien Bauparzelle: 514 |
| ja   | Datei hochladen | Bahnhof Sigmundskron ID: 50397                                                                                      | 46° 29′ 9″ N, 11° 17′ 52″ O                                          | 5. Apr. 2004 (BLR-LAB 1083)  | Bahnhof | KG: Gries Bauparzelle: 461 |
| ja   | Datei hochladen | Bahnhofstraße 3 ID: 18158                                                                                           | Bahnhofstraße 3 46° 29′ 50″ N, 11° 21′ 21″ O                         | 30. Aug. 1993 (BLR-LAB 5241) | Städtisches Wohnhaus | KG: Bozen Bauparzelle: 752/1, 752/2 |
| ja   | Datei hochladen | Batzenhäusl ID: 13753                                                                                               | Andreas-Hofer-Straße 30 46° 30′ 5″ N, 11° 21′ 27″ O                  | 14. Juli 1953 (MD)           | Gasthaus alte Ansicht siehe Ansichtskarte | KG: Bozen Bauparzelle: 14 |
| ja   | Datei hochladen | Batzenhäuslgasse 4 ID: 13752                                                                                        | Batzenhäuslgasse 4 46° 30′ 6″ N, 11° 21′ 28″ O                       | 19. Feb. 1982 (BLR-LAB 971)  | Städtisches Wohnhaus | KG: Bozen Bauparzelle: 12 |
| ja   | Datei hochladen | Bauten der ehemaligen „Industria Nazionale Alluminio-Alumix“ ID: 50410                                              | 46° 28′ 43″ N, 11° 19′ 57″ O                                         | 25. Okt. 2004 (BLR-LAB 3850) | Fabrik | KG: Zwölfmalgreien Bauparzelle: 1373, 3354, 4108, 4426, 4427 |
| ja   | Datei hochladen | Benediktinerstift Muri-Gries mit Kirche St. Augustin ID: 13957                                                      | 46° 30′ 12″ N, 11° 20′ 6″ O                                          | 25. Juli 1977 (BLR-LAB 4982) | Kloster | KG: Gries Bauparzelle: 53, 54, 55, 56 |
| ja   | Datei hochladen | Berndorf ID: 13980                                                                                                  | Glaninger Weg 7 46° 30′ 19″ N, 11° 19′ 54″ O                         | 18. Mai 1951 (MD)            | Ansitz | KG: Gries Bauparzelle: 264/1, 264/2, 264/3, 264/4 |
| BW   | Datei hochladen | Bildstock an der Alten Meraner Straße ID: 13994                                                                     | 46° 30′ 13″ N, 11° 17′ 58″ O                                         | 5. Juni 1961 (MD)            | Bildstock | KG: Gries Grundparzelle: 936 |
| BW   | Datei hochladen | Bildstock in der Florenzstraße ID: 50479                                                                            | Florenzstraße 46° 29′ 39″ N, 11° 20′ 36″ O                           | 3. Dez. 2007 (BLR-LAB 4126)  | Bildstock | KG: Gries Bauparzelle: 939 |
| BW   | Datei hochladen | Bildstock in St. Magdalena ID: 50342                                                                                | 46° 30′ 14″ N, 11° 22′ 33″ O                                         | 29. März 1999 (BLR-LAB 1112) | Bildstock | KG: Zwölfmalgreien Grundparzelle: 559 |
| ja   | Datei hochladen | Bindergasse 3 ID: 13770                                                                                             | Bindergasse 3 46° 30′ 4″ N, 11° 21′ 25″ O                            | 25. Juli 1977 (BLR-LAB 4981) | Städtisches Wohnhaus | KG: Bozen Bauparzelle: 96 |
| ja   | Datei hochladen | Bindergasse 5 ID: 13769                                                                                             | Bindergasse 5 46° 30′ 3″ N, 11° 21′ 25″ O                            | 18. Apr. 1953 (MD)           | Gasthaus | KG: Bozen Bauparzelle: 95 |
| ja   | Datei hochladen | Bindergasse 8 ID: 13777                                                                                             | Bindergasse 8 46° 30′ 3″ N, 11° 21′ 24″ O                            | 17. Nov. 1950 (MD)           | Städtisches Wohnhaus | KG: Bozen Bauparzelle: 117 |
| ja   | Datei hochladen | Bindergasse 9 ID: 13768                                                                                             | Bindergasse 9 46° 30′ 3″ N, 11° 21′ 25″ O                            | 18. Mai 1951 (MD)            | Städtisches Wohnhaus | KG: Bozen Bauparzelle: 93 Grundparzelle: 50 |
| ja   | Datei hochladen | Bindergasse 10 ID: 13778                                                                                            | Bindergasse 10 46° 30′ 3″ N, 11° 21′ 24″ O                           | 17. Nov. 1950 (MD)           | Städtisches Wohnhaus | KG: Bozen Bauparzelle: 118 |
| ja   | Datei hochladen | Bindergasse 14 ID: 13779                                                                                            | Bindergasse 14 46° 30′ 3″ N, 11° 21′ 24″ O                           | 25. Juli 1977 (BLR-LAB 4981) | Städtisches Wohnhaus | KG: Bozen Bauparzelle: 121/1 |
| ja   | Datei hochladen | Bindergasse 16 ID: 13780                                                                                            | Bindergasse 16 46° 30′ 2″ N, 11° 21′ 24″ O                           | 19. Feb. 1982 (BLR-LAB 971)  | Städtisches Wohnhaus | KG: Bozen Bauparzelle: 122 |
| ja   | Datei hochladen | Bindergasse 19 ID: 13767                                                                                            | Bindergasse 19 46° 30′ 2″ N, 11° 21′ 25″ O                           | 25. Juli 1977 (BLR-LAB 4981) | Städtisches Wohnhaus | KG: Bozen Bauparzelle: 88 |
| ja   | Datei hochladen | Bindergasse 20 ID: 13782                                                                                            | Bindergasse 20 46° 30′ 2″ N, 11° 21′ 24″ O                           | 18. Mai 1951 (MD)            | Städtisches Wohnhaus | KG: Bozen Bauparzelle: 124 |
| ja   | Datei hochladen | Bindergasse 24 ID: 13783                                                                                            | Bindergasse 24 46° 30′ 1″ N, 11° 21′ 24″ O                           | 19. Feb. 1982 (BLR-LAB 971)  | Städtisches Wohnhaus | KG: Bozen Bauparzelle: 126 |
| ja   | Datei hochladen | Bindergasse 33 ID: 13764                                                                                            | Bindergasse 33 46° 30′ 0″ N, 11° 21′ 25″ O                           | 17. Nov. 1950 (MD)           | Städtisches Wohnhaus | KG: Bozen Bauparzelle: 80 |
| ja   | Datei hochladen | Bindergasse 35 ID: 13763                                                                                            | Bindergasse 35 46° 29′ 59″ N, 11° 21′ 25″ O                          | 17. Nov. 1950 (MD)           | Städtisches Wohnhaus | KG: Bozen Bauparzelle: 79 |
| ja   | Datei hochladen | Branneser ID: 13967                                                                                                 | 46° 30′ 42″ N, 11° 20′ 53″ O                                         | 26. Feb. 1955 (MD)           | Ländliches Wohnhaus/Bauernhof | KG: Gries Bauparzelle: 140 Grundparzelle: 225 |
| BW   | Datei hochladen | Bühler in Guntschna ID: 13976                                                                                       | 46° 30′ 46″ N, 11° 20′ 26″ O                                         | 25. Juli 1977 (BLR-LAB 4982) | Ländliches Wohnhaus/Bauernhof | KG: Gries Bauparzelle: 208/1 |
| BW   | Datei hochladen | Bunker Nr. 19 ID: 50628                                                                                             | 46° 28′ 50″ N, 11° 18′ 4″ O                                          |                              | | KG: Gries Grundparzelle: 1731/5, 1731/6 |
| ja   | Datei hochladen | Christkönigskirche ID: 18033                                                                                        | 46° 29′ 48″ N, 11° 20′ 27″ O                                         | 1. Jan. 1900 (EX-LEG 464)    | Kirche | KG: Gries Bauparzelle: 2721 |
| ja   | Datei hochladen | Claudia-Augusta-Straße 85-87-89 ID: 50504                                                                           | Claudia-Augusta-Straße 85-87-89 46° 28′ 56″ N, 11° 20′ 32″ O         | 30. Juni 2008 (BLR-LAB 2294) | Städtisches Wohnhaus | KG: Zwölfmalgreien Bauparzelle: 947 |
| ja   | Datei hochladen | Claudia-De-Medici-Straße 19 ID: 18235                                                                               | Claudia-De-Medici-Straße 19 46° 30′ 10″ N, 11° 21′ 3″ O              | 15. Dez. 1997 (BLR-LAB 6712) | Städtisches Wohnhaus | KG: Zwölfmalgreien Bauparzelle: 1106 |
| ja   | Datei hochladen | Compil (Klebelsberg) ID: 14005                                                                                      | Heinrichstraße 31 46° 30′ 33″ N, 11° 21′ 9″ O                        | 2. März 1953 (MD)            | Ansitz | KG: Zwölfmalgreien Bauparzelle: 46 |
| ja   | Datei hochladen | Danteschule (ehemalige Kaiserin-Elisabeth-Schule) ID: 13948                                                         | Sparkassenstraße 24 46° 29′ 54″ N, 11° 20′ 56″ O                     | 24. Juni 1985 (BLR-LAB 2985) | Schule | KG: Bozen Bauparzelle: 805 |
| ja   | Datei hochladen | Dantestraße 10 ID: 18028                                                                                            | Dantestraße 10 46° 29′ 50″ N, 11° 20′ 56″ O                          | 14. Jan. 1991 (BLR-LAB 61)   | Städtisches Wohnhaus | KG: Bozen Bauparzelle: 693 |
| ja   | Datei hochladen | Dom Maria Himmelfahrt mit Kirchplatz ID: 13892                                                                      | Pfarrplatz 46° 29′ 51″ N, 11° 21′ 14″ O                              | 25. Juli 1977 (BLR-LAB 4981) | Kirche | KG: Bozen Bauparzelle: 384 Grundparzelle: 270/3 |
| ja   | Datei hochladen | Dominikanerplatz 9 ID: 13893                                                                                        | Dominikanerplatz 9 46° 29′ 49″ N, 11° 21′ 9″ O                       | 18. Mai 1951 (MD)            | Städtisches Wohnhaus | KG: Bozen Bauparzelle: 424/2 |
| ja   | Datei hochladen | Dr.-Streiter-Gasse 14 ID: 13784                                                                                     | Dr.-Streiter-Gasse 14 46° 30′ 1″ N, 11° 21′ 20″ O                    | 25. Juli 1977 (BLR-LAB 4981) | Städtisches Wohnhaus | KG: Bozen Bauparzelle: 135 |
| ja   | Datei hochladen | Dr.-Streiter-Gasse 22-24 ID: 13786                                                                                  | Dr.-Streiter-Gasse 22-24 46° 30′ 1″ N, 11° 21′ 16″ O                 | 25. Juli 1977 (BLR-LAB 4981) | Städtisches Wohnhaus | KG: Bozen Bauparzelle: 141 |
| ja   | Datei hochladen | Dr.-Streiter-Gasse 26 ID: 13787                                                                                     | Dr.-Streiter-Gasse 26 46° 30′ 1″ N, 11° 21′ 15″ O                    | 19. Feb. 1982 (BLR-LAB 971)  | Städtisches Wohnhaus | KG: Bozen Bauparzelle: 142 |
| ja   | Datei hochladen | Dr.-Streiter-Gasse 28 ID: 13788                                                                                     | Dr.-Streiter-Gasse 28 46° 30′ 1″ N, 11° 21′ 14″ O                    | 25. Juli 1977 (BLR-LAB 4981) | Städtisches Wohnhaus | KG: Bozen |
| ja   | Datei hochladen | Dr.-Streiter-Gasse 30-34 ID: 13789                                                                                  | Dr.-Streiter-Gasse 30-34 46° 30′ 1″ N, 11° 21′ 13″ O                 | 16. Feb. 1987 (BLR-LAB 597)  | Städtisches Wohnhaus | KG: Bozen Bauparzelle: 144, 145 |
| ja   | Datei hochladen | Dr.-Streiter-Gasse 31 ID: 13827                                                                                     | Dr.-Streiter-Gasse 31 46° 30′ 0″ N, 11° 21′ 16″ O                    | 25. Juli 1977 (BLR-LAB 4981) | Städtisches Wohnhaus | KG: Bozen Bauparzelle: 227 |
| ja   | Datei hochladen | Dr.-Streiter-Gasse 53 ID: 13809                                                                                     | Dr.-Streiter-Gasse 53 46° 30′ 0″ N, 11° 21′ 13″ O                    | 25. Juli 1977 (BLR-LAB 4981) | Städtisches Wohnhaus | KG: Bozen Bauparzelle: 200 |
| ja   | Datei hochladen | Drususstadion ID: 50503                                                                                             | Trieststraße 19 46° 29′ 32″ N, 11° 20′ 43″ O                         | 30. Juni 2008 (BLR-LAB 2294) | Sportplatz | KG: Gries Bauparzelle: 1096/1 |
| BW   | Datei hochladen | Ehemalige Schlösslmühle ID: 14006                                                                                   | 46° 30′ 36″ N, 11° 21′ 7″ O                                          | 25. Juli 1977 (BLR-LAB 4980) | Mühle | KG: Zwölfmalgreien Bauparzelle: 47 |
| ja   | Datei hochladen | Ehemalige Turnhalle, Fagenstraße 43 ID: 50498                                                                       | Fagenstraße 43 46° 30′ 18″ N, 11° 20′ 10″ O                          | 30. Juni 2008 (BLR-LAB 2294) | Ehemalige Turnhalle bzw. Theater der Marktgemeinde Gries | KG: Gries Bauparzelle: 486 |
| ja   | Datei hochladen | Ehemaliges Bezirksgefängnis; St.-Afra-Haus ID: 50494                                                                | Bindergasse 2 46° 30′ 4″ N, 11° 21′ 24″ O                            | 30. Juni 2008 (BLR-LAB 2294) | Städtisches Wohnhaus Nur mehr die Kellergewölbe sind historisch, der Aufbau ist im Zweiten Weltkrieg zerstört und später wieder aufgebaut worden | KG: Bozen Bauparzelle: 115 |
| ja   | Datei hochladen | Ehemaliges Dominikanerkloster und Kirche St. Salvator ID: 18027                                                     | Dominikanerplatz 46° 29′ 51″ N, 11° 21′ 7″ O                         | 27. Sep. 2004 (EX-LEG 476)   | Kloster | KG: Bozen Bauparzelle: 433, 434 |
| ja   | Datei hochladen | Ehemaliges Gemeindehaus von Gries ID: 13986                                                                         | 46° 30′ 14″ N, 11° 20′ 4″ O                                          | 20. Juni 1988 (BLR-LAB 3871) | Verwaltungsbau, errichtet von Arch. Sebastian Altmann | KG: Gries Bauparzelle: 479 Grundparzelle: 2278 |
| ja   | Datei hochladen | Ehemaliges INA-Gebäude ID: 50663                                                                                    | 46° 30′ 0″ N, 11° 20′ 54″ O                                          | 30. Dez. 2024 (BLR-LAB 1218) | 1937 erbautes Gebäude des Rationalismus | KG: Bozen Bauparzelle: 578/1, 578/2, 578/3, 578/4 |
| ja   | Datei hochladen | Engelsburg ID: 13765                                                                                                | Bindergasse 31 46° 30′ 0″ N, 11° 21′ 25″ O                           | 17. Nov. 1950 (MD)           | Städtisches Wohnhaus | KG: Bozen Bauparzelle: 82 |
| ja   | Datei hochladen | Erbsengasse 5 - Obstplatz 24a ID: 13918                                                                             | Erbsengasse 5 - Obstplatz 24a 46° 29′ 58″ N, 11° 21′ 8″ O            | 19. Feb. 1982 (BLR-LAB 971)  | städtisches Wohnhaus, zum Obstplatz schmale Fassade mit 2 Fensterachsen, an der Erbsengasse überdachter Verbindungsgang zum auf der anderen Gassenseite liegenden Haus | KG: Bozen Bauparzelle: 508 |
| ja   | Datei hochladen | Erbsengasse 7 ID: 13916                                                                                             | Erbsengasse 7 - Obstmarkt 46° 29′ 58″ N, 11° 21′ 8″ O                | 25. Juli 1977 (BLR-LAB 4981) | städtisches Wohnhaus mit mittelalterlichem Baukern, zum Obstmarkt 5 Fensterachsen mit steingerahmten, rechteckigen Fenstern, zur Erbsengasse mit unterwölbtem Balkon im 1. Stock | KG: Bozen Bauparzelle: 503 |
| ja   | Datei hochladen | Erbsengasse 8 ID: 13917                                                                                             | Erbsengasse 8 46° 29′ 58″ N, 11° 21′ 7″ O                            | 25. Juli 1977 (BLR-LAB 4981) | dreigeschossiger Bau mit 4 Fensterachsen, an nordwestlicher Ecke überdachter Verbindungsgang zum auf der anderen Gassenseite liegenden Haus | KG: Bozen Bauparzelle: 505 |
| ja   | Datei hochladen | Erbsengasse 9 ID: 13915                                                                                             | Erbsengasse 9 - Obstmarkt 46° 29′ 58″ N, 11° 21′ 8″ O                | 25. Juli 1977 (BLR-LAB 4981) | schmales Wohnhaus, zum Obstmarkt zweigeschossiger, polygonaler Erker | KG: Bozen Bauparzelle: 502 |
| ja   | Datei hochladen | Erbsengasse 11 ID: 13914                                                                                            | Erbsengasse 11 - Obstmarkt 46° 29′ 58″ N, 11° 21′ 8″ O               | 25. Juli 1977 (BLR-LAB 4981) | Wohnhaus, zum Obstmarkt 3 Fensterachsen mit steingerahmten, rechteckigen Fenstern | KG: Bozen Bauparzelle: 501 |
| ja   | Datei hochladen | Eurac-Gebäude ID: 13992                                                                                             | 46° 29′ 40″ N, 11° 20′ 48″ O                                         | 9. Jan. 1989 (BLR-LAB 87)    | Verwaltungsbau, heute Sitz des Forschungszentrums Eurac Research | KG: Gries Bauparzelle: 1104 |
| ja   | Datei hochladen | Evangelische Kirche ID: 13991                                                                                       | 46° 30′ 18″ N, 11° 20′ 32″ O                                         | 25. Juli 1977 (BLR-LAB 4982) | Kirche | KG: Gries Bauparzelle: 617 |
| BW   | Datei hochladen | Ex-Onairc-Kindergarten ID: 50501                                                                                    | Venediger Straße 45 46° 29′ 46″ N, 11° 20′ 45″ O                     | 30. Juni 2008 (BLR-LAB 2294) | Schule | KG: Gries Bauparzelle: 826 |
| ja   | Datei hochladen | Fischbrunnen und Fischbehälter in der Dr.-Streiter-Gasse ID: 13952                                                  | 46° 30′ 1″ N, 11° 21′ 15″ O                                          | 25. Juli 1977 (BLR-LAB 4981) | | KG: Bozen Grundparzelle: 251/1 |
| BW   | Datei hochladen | Fotoatelier Waldmüller ID: 50356                                                                                    | 46° 30′ 2″ N, 11° 21′ 0″ O                                           | 14. Jan. 1991 (BLR-LAB 61)   | Städtisches Wohnhaus | KG: Bozen Bauparzelle: 770 |
| ja   | Datei hochladen | Franziskanergasse 7 ID: 13790                                                                                       | Franziskanergasse 7 46° 30′ 1″ N, 11° 21′ 13″ O                      | 25. Juli 1977 (BLR-LAB 4981) | Städtisches Wohnhaus | KG: Bozen Bauparzelle: 146 |
| ja   | Datei hochladen | Franziskanergymnasium ID: 13931                                                                                     | Vintlerstraße 23 46° 30′ 4″ N, 11° 21′ 17″ O                         | 9. Jan. 1989 (BLR-LAB 87)    | Schule, errichtet von Arch. Sebastian Altmann | KG: Bozen Bauparzelle: 647/1 |
| ja   | Datei hochladen | Franziskanerkloster, Kirche St. Franziskus und Garten ID: 13791                                                     | 46° 30′ 3″ N, 11° 21′ 15″ O                                          | 25. Juli 1977 (BLR-LAB 4981) | Kloster | KG: Bozen Bauparzelle: 1051, 149, 150 Grundparzelle: 39/2, 40, 41, 42 |
| ja   | Datei hochladen | Froschbrunnen ID: 50631                                                                                             | Bahnhofsplatz 46° 29′ 49″ N, 11° 21′ 28″ O                           | 19. Okt. 2021 (BLR-LAB 890)  | Entwurf des Bozner Bildhauers Ignaz Gabloner | KG: Zwölfmalgreien |
| ja   | Datei hochladen | Gasthaus Hopfen & Co. ID: 13873                                                                                     | Obstmarkt 17 - Silbergasse 34-36 46° 29′ 58″ N, 11° 21′ 9″ O         | 25. Juli 1977 (BLR-LAB 4981) | zum Obstmarkt zweigeschossiger Erker mit Balkon darüber, zur Silbergasse eingeschossiger, polygonaler Erker | KG: Bozen Bauparzelle: 312 |
| ja   | Datei hochladen | Gasthaus Löwengrube ID: 13748                                                                                       | Andreas-Hofer-Straße 1 46° 30′ 1″ N, 11° 21′ 38″ O                   | 25. Juli 1977 (BLR-LAB 4981) | Gasthaus | KG: Bozen Bauparzelle: 2 |
| ja   | Datei hochladen | Gasthaus Roter Adler ID: 13874                                                                                      | Goethestraße 3 46° 29′ 57″ N, 11° 21′ 9″ O                           | 25. Juli 1977 (BLR-LAB 4981) | Gasthaus | KG: Bozen Bauparzelle: 314 |
| ja   | Datei hochladen | Gasthaus Weißes Rössl ID: 13776                                                                                     | Bindergasse 6 46° 30′ 4″ N, 11° 21′ 24″ O                            | 17. Nov. 1950 (MD)           | Gasthaus | KG: Bozen Bauparzelle: 116 |
| ja   | Datei hochladen | Gasthof Mondschein ID: 13766                                                                                        | Bindergasse 25 46° 30′ 1″ N, 11° 21′ 25″ O                           | 17. Nov. 1950 (MD)           | Gasthaus | KG: Bozen Bauparzelle: 19, 85 |
| ja   | Datei hochladen | Gasthof Weißes Kreuz ID: 13848                                                                                      | Kornplatz 3 46° 29′ 57″ N, 11° 21′ 20″ O                             | 14. Juli 1965 (MD)           | Gasthaus | KG: Bozen Bauparzelle: 266 |
| BW   | Datei hochladen | Gebäude des Oberschulzentrums für Sozialwissenschaften, Dienstleistung und Tourismus „Claudia de’ Medici“ ID: 50583 | Quireiner Straße 37 46° 29′ 47″ N, 11° 20′ 39″ O                     | 3. Juni 2014 (BLR-LAB 641)   | dreigeschoßiges Schulgebäude, 1929 im neoklassizistischen Stil errichtet | KG: Gries Bauparzelle: 880 |
| ja   | Datei hochladen | Gelfhaus ID: 14052                                                                                                  | Bozner Wassermauer 2 46° 30′ 4″ N, 11° 20′ 55″ O                     | 16. Feb. 1987 (BLR-LAB 598)  | Städtisches Wohnhaus | KG: Zwölfmalgreien Bauparzelle: 833 |
| ja   | Datei hochladen | Gelfhaus ID: 14054                                                                                                  | Talfergasse 10-12 46° 30′ 3″ N, 11° 20′ 56″ O                        | 16. Feb. 1987 (BLR-LAB 598)  | Städtisches Wohnhaus Bau hat die Form eines Kubus | KG: Zwölfmalgreien Bauparzelle: 958 |
| ja   | Datei hochladen | Gerbergasse 10-14 ID: 13759                                                                                         | Gerbergasse 10-14 46° 29′ 56″ N, 11° 21′ 27″ O                       | 25. Juli 1977 (BLR-LAB 4981) | Städtisches Wohnhaus | KG: Bozen Bauparzelle: 52/1 |
| ja   | Datei hochladen | Gerbergasse 16-18 ID: 13758                                                                                         | Gerbergasse 16-18 46° 29′ 56″ N, 11° 21′ 27″ O                       | 25. Juli 1977 (BLR-LAB 4981) | Städtisches Wohnhaus | KG: Bozen Bauparzelle: 51 |
| ja   | Datei hochladen | Gerbergasse 34-38 ID: 13756                                                                                         | Gerbergasse 34-38 46° 29′ 57″ N, 11° 21′ 29″ O                       | 25. Juli 1977 (BLR-LAB 4981) | Städtisches Wohnhaus | KG: Bozen Bauparzelle: 39/2 |
| ja   | Datei hochladen | Gerstburg ID: 13997                                                                                                 | Claudia-De-Medici-Straße 8 46° 30′ 9″ N, 11° 21′ 8″ O                | 25. Juli 1977 (BLR-LAB 4980) | Ansitz | KG: Zwölfmalgreien Bauparzelle: 10, 4381, 4382, 9 Grundparzelle: 2586/1, 5/2, 5/4, 7/1, 7/8                                                                                          |
| ja   | Datei hochladen | Goetheschule ID: 13947                                                                                              | Marienplatz 1 46° 30′ 7″ N, 11° 21′ 16″ O                            | 24. Juni 1985 (BLR-LAB 2985) | Schule | KG: Bozen Bauparzelle: 799 |
| ja   | Datei hochladen | Goethestraße 2 ID: 13913                                                                                            | Goethestraße 2 46° 29′ 57″ N, 11° 21′ 8″ O                           | 19. Juni 1989 (BLR-LAB 3733) | sehr schmales Gebäude, im 1., 2. und 3. Stock je zwei gekuppelte Fenster, im Dachgeschoss zwei getrennte, mehr breit als lange Fenster | KG: Bozen Bauparzelle: 500 |
| ja   | Datei hochladen | Goethestraße 5 ID: 13875                                                                                            | Goethestraße 5 46° 29′ 56″ N, 11° 21′ 9″ O                           | 25. Juli 1977 (BLR-LAB 4981) | Gebäude mit mehreren gekuppelten Fenstern im 1. Stock, polygonalem Erker im 2. Stock und Mansarddach mit 3 Fenstern und Dreieckgiebel | KG: Bozen Bauparzelle: 315 |
| ja   | Datei hochladen | Goethestraße 7 ID: 13876                                                                                            | Goethestraße 7 46° 29′ 56″ N, 11° 21′ 9″ O                           | 25. Juli 1977 (BLR-LAB 4981) | schmaler, vorspringender Bau mit drei Fensterachsen, Fensteraufsatz im 1. Stock | KG: Bozen Bauparzelle: 316 |
| ja   | Datei hochladen | Goethestraße 17 ID: 13903                                                                                           | Goethestraße 17 46° 29′ 55″ N, 11° 21′ 9″ O                          | 25. Juli 1977 (BLR-LAB 4981) | Bau mit mittigem Erker im 2. Stock, je 3 gekuppelte Fenster im 1. und 3. Stock | KG: Bozen Bauparzelle: 458 |
| ja   | Datei hochladen | Goethestraße 21 ID: 50338                                                                                           | Goethestraße 21 46° 29′ 54″ N, 11° 21′ 9″ O                          | 16. Sep. 2002 (BLR-LAB 3327) | Bau mit mittelalterlichem Kern und 4 Fensterachsen, Erker im 2. Stock | KG: Bozen Bauparzelle: 460 |
| ja   | Datei hochladen | Goethestraße 22 ID: 13950                                                                                           | Goethestraße 22 46° 29′ 55″ N, 11° 21′ 8″ O                          | 2. März 1953 (MD)            | Gebäude mit drei Fensterachsen, seitlich ein zweigeschossiger Erker | KG: Bozen Bauparzelle: 977 |
| ja   | Datei hochladen | Goethestraße 26 ID: 13912                                                                                           | Goethestraße 26 46° 29′ 55″ N, 11° 21′ 8″ O                          | 19. Feb. 1982 (BLR-LAB 971)  | Gebäude mit zweigeschossigem, viereckigem Erker und Balkon darüber | KG: Bozen Bauparzelle: 483/1, 483/2, 483/3 |
| ja   | Datei hochladen | Goethestraße 28 ID: 13911                                                                                           | Goethestraße 28 46° 29′ 54″ N, 11° 21′ 8″ O                          | 25. Juli 1977 (BLR-LAB 4981) | sehr schmales Gebäude, im 1. und 2. Stock gekuppelte, steingerahmte Fenster, im 3. Stock getrennte Fenster, darüber Oculi | KG: Bozen Bauparzelle: 482 |
| ja   | Datei hochladen | Goethestraße 30 ID: 13910                                                                                           | Goethestraße 30 46° 29′ 54″ N, 11° 21′ 8″ O                          | 25. Juli 1977 (BLR-LAB 4981) | schmales Gebäude, im 1., 2. und 3. Stock je zwei gekuppelte Fenster, darüber ein einzelnes, mehr breit als langes Fenster | KG: Bozen Bauparzelle: 481 |
| ja   | Datei hochladen | Goethestraße 32 ID: 13909                                                                                           | Goethestraße 32 46° 29′ 54″ N, 11° 21′ 8″ O                          | 25. Juli 1977 (BLR-LAB 4981) | Gebäude mit drei Fensterachsen und mittig einem polygonalen, zweigeschossigen Erker | KG: Bozen Bauparzelle: 480 |
| ja   | Datei hochladen | Goethestraße 34 ID: 13908                                                                                           | Goethestraße 34 46° 29′ 54″ N, 11° 21′ 8″ O                          | 2. März 1953 (MD)            | teilweise stuckverziertes Gebäude mit drei Fensterachsen und mittig einem polygonalen, zweigeschossigen Erker | KG: Bozen Bauparzelle: 479 |
| ja   | Datei hochladen | Goethestraße 36 ID: 13907                                                                                           | Goethestraße 36 46° 29′ 54″ N, 11° 21′ 8″ O                          | 8. Jan. 1953 (MD)            | Gebäude mit drei Fensterachsen und mittig einem polygonalen, zweigeschossigen Erker, Portal mit Pilasterrahmung und Dreieckgiebel | KG: Bozen Bauparzelle: 478 |
| ja   | Datei hochladen | Goethestraße 38 ID: 13906                                                                                           | Goethestraße 38 46° 29′ 54″ N, 11° 21′ 8″ O                          | 16. Feb. 1987 (BLR-LAB 597)  | Gebäude mit je zwei gekuppelten Fenstern auf vier Stockwerken, zwischen 1. und 2. Stock kleines Bild in stuckiertem Ovalrahmen | KG: Bozen Bauparzelle: 477 |
| ja   | Datei hochladen | Goethestraße 40 ID: 13905                                                                                           | Goethestraße 40 46° 29′ 53″ N, 11° 21′ 8″ O                          | 8. Okt. 1953 (MD)            | Gebäude mit je zwei gekuppelten Fenstern auf drei Stockwerken | KG: Bozen Bauparzelle: 476 |
| ja   | Datei hochladen | Grandi ID: 13781 | Bindergasse 18 46° 30′ 2″ N, 11° 21′ 24″ O                           | 19. Feb. 1982 (BLR-LAB 971)  | Städtisches Wohnhaus | KG: Bozen Bauparzelle: 123 |
| ja   | Datei hochladen | Grundschule Gries ID: 50500                                                                                         | Martin-Knoller-Straße 7 46° 30′ 19″ N, 11° 19′ 56″ O                 | 30. Juni 2008 (BLR-LAB 2294) | Schule | KG: Gries Bauparzelle: 642 |
| ja   | Datei hochladen | Grundschule Karl Felix Wolff ID: 50505                                                                              | Rentschner Straße 49 46° 29′ 56″ N, 11° 22′ 36″ O                    | 30. Juni 2008 (BLR-LAB 2294) | Schule | KG: Zwölfmalgreien Bauparzelle: 963 |
| ja   | Datei hochladen | Grünewald ID: 14027                                                                                                 | 46° 29′ 51″ N, 11° 22′ 58″ O                                         | 25. Juli 1977 (BLR-LAB 4980) | Ansitz | KG: Zwölfmalgreien Bauparzelle: 253/1 |
| ja   | Datei hochladen | Gscheibter Turm, St.-Oswald-Kapelle und Troyenstein ID: 13965                                                       | 46° 30′ 41″ N, 11° 20′ 48″ O                                         | 30. Sep. 1969 (MD)           | Ensemble bestehend aus dem Gscheibten Turm, dem mittelalterlichen Bergfried der Burg Treuenstein, der etwas unterhalb befindlichen St.-Oswald-Kapelle und dem neuzeitlichen Ansitz Treuenstein | KG: Gries Bauparzelle: 135, 136, 137 Grundparzelle: 208, 209, 210, 211 |
| ja   | Datei hochladen | Gumergasse 14 ID: 13846                                                                                             | 46° 29′ 57″ N, 11° 21′ 20″ O                                         | 18. Apr. 1953 (MD)           | Städtisches Wohnhaus (Turm am Plärrer) | KG: Bozen Bauparzelle: 264 |
| ja   | Datei hochladen | Haselburg ID: 14044                                                                                                 | 46° 28′ 37″ N, 11° 20′ 37″ O                                         | 6. Juli 1951 (MD)            | Burg/Schloss | KG: Zwölfmalgreien Bauparzelle: 432 |
| ja   | Datei hochladen | Haus Schönblick ID: 50509                                                                                           | 46° 30′ 21″ N, 11° 21′ 2″ O                                          | 6. Okt. 2008 (BLR-LAB 3600)  | Villa/Sommerfrischhaus | KG: Zwölfmalgreien Bauparzelle: 19 |
| ja   | Datei hochladen | Haus Told ID: 50575                                                                                                 | Lauben 50 - Dr.-Streiter-Gasse 39 46° 29′ 59″ N, 11° 21′ 14″ O       | 1. Juli 2013 (BLR-LAB 989)   | viergeschoßiges Laubenhaus mit hochmittelalterlichem Kern | KG: Bozen Bauparzelle: 220 |
| ja   | Datei hochladen | Heiliggrabkirche mit Kreuzwegkapellen ID: 14039                                                                     | 46° 29′ 22″ N, 11° 20′ 54″ O                                         | 25. Juli 1977 (BLR-LAB 4980) | Kirche | KG: Zwölfmalgreien Bauparzelle: 1647, 1740, 1741, 1792, 417, 418, 782, 783, 784, 785                                                                                                 |
| ja   | Datei hochladen | Heilmann ID: 50390                                                                                                  | Unterleitach 5 46° 29′ 46″ N, 11° 23′ 14″ O                          | 18. Apr. 2005 (BLR-LAB 1257) | Ansitz | KG: Zwölfmalgreien Bauparzelle: 265 |
| ja   | Datei hochladen | Heinrichshof mit Kapelle ID: 14004                                                                                  | Heinrichstraße 46° 30′ 29″ N, 11° 21′ 15″ O                          | 1. März 1969 (MD)            | Ländliches Wohnhaus/Bauernhof | KG: Zwölfmalgreien Bauparzelle: 40/1, 40/2, 40/3, 40/4, 40/5 |
| ja   | Datei hochladen | Herz-Jesu-Kirche ID: 13934                                                                                          | Rauschertorgasse 46° 30′ 3″ N, 11° 21′ 4″ O                          | 19. Feb. 1982 (BLR-LAB 971)  | Kirche | KG: Bozen Bauparzelle: 746 |
| ja   | Datei hochladen | Herzogspalast mit Nebengebäuden und Park ID: 13961                                                                  | 46° 30′ 18″ N, 11° 20′ 21″ O                                         | 16. Dez. 1969 (MD)           | Villa/Sommerfrischhaus. Vormals Villa Wendlandt. | KG: Gries Bauparzelle: 101/1, 101/2, 1066, 1067, 1068, 458, 474, 475 Grundparzelle: 133/2, 141, 2308/2                                                                               |
| ja   | Datei hochladen | Hofmann ID: 13969                                                                                                   | Rafensteiner Weg 5 46° 30′ 45″ N, 11° 20′ 56″ O                      | 26. Feb. 1955 (MD)           | Ländliches Wohnhaus/Bauernhof | KG: Gries Bauparzelle: 142/1 Grundparzelle: 227, 234/1 |
| ja   | Datei hochladen | Hörtenberg mit Garten und Wirtschaftsgebäude ID: 14019                                                              | 46° 30′ 8″ N, 11° 21′ 39″ O                                          | 2. Apr. 1951 (MD)            | Ansitz | KG: Zwölfmalgreien Bauparzelle: 1155, 120, 121 Grundparzelle: 1779/1, 1779/3, 190/10, 190/2, 191/1, 191/2, 191/21, 191/3                                                             |
| ja   | Datei hochladen | Hotel Laurin ID: 13891                                                                                              | Laurinstraße 4 46° 29′ 53″ N, 11° 21′ 25″ O                          | 25. Juli 1977 (BLR-LAB 4981) | Hotel | KG: Bozen Bauparzelle: 370/1 |
| ja   | Datei hochladen | Hubbauer ID: 14003                                                                                                  | Heinrichstraße 25 46° 30′ 26″ N, 11° 21′ 16″ O                       | 14. Juli 1972 (MD)           | Ansitz | KG: Zwölfmalgreien Bauparzelle: 1613, 32 Grundparzelle: 31 |
| ja   | Datei hochladen | Im Dorf 13 ID: 50426                                                                                                | Im Dorf 13 46° 30′ 26″ N, 11° 21′ 11″ O                              | 16. Jan. 2006 (BLR-LAB 74)   | Städtisches Wohnhaus | KG: Zwölfmalgreien Bauparzelle: 35/2 |
| ja   | Datei hochladen | INCIS-Gebäude ID: 13949                                                                                             | Carduccistraße 2 46° 29′ 51″ N, 11° 21′ 0″ O                         | 16. Feb. 1987 (BLR-LAB 598)  | Städtisches Wohnhaus | KG: Bozen Bauparzelle: 819 |
| ja   | Datei hochladen | INPS-Gebäude ID: 50642                                                                                              | 46° 30′ 3″ N, 11° 20′ 35″ O                                          | 28. Juni 2022 (BLR-LAB 468)  | 1935–1937 im rationalistischen Stil erbautes Gebäude | KG: Gries Bauparzelle: 1020 |
| ja   | Datei hochladen | Kampenn ID: 14033                                                                                                   | 46° 29′ 14″ N, 11° 23′ 25″ O                                         | 2. März 1953 (MD)            | Burg | KG: Zwölfmalgreien Bauparzelle: 343 |
| ja   | Datei hochladen | Kapelle bei Bad St. Isidor ID: 14045                                                                                | 46° 28′ 53″ N, 11° 23′ 4″ O                                          | 25. Juli 1977 (BLR-LAB 4980) | Kapelle | KG: Zwölfmalgreien Bauparzelle: 567 |
| BW   | Datei hochladen | Kapelle im Freinademetz-Haus ID: 18035                                                                              | 46° 29′ 10″ N, 11° 21′ 9″ O                                          | 14. Jan. 1991 (BLR-LAB 61)   | Kapelle | KG: Zwölfmalgreien Bauparzelle: 427 |
| ja   | Datei hochladen | Kapelle in Bauernkohlern ID: 14049                                                                                  | 46° 28′ 34″ N, 11° 22′ 11″ O                                         | 25. Juli 1977 (BLR-LAB 4980) | Kapelle | KG: Zwölfmalgreien Bauparzelle: 685 |
| ja   | Datei hochladen | Kapelle in Herrenkohlern ID: 14038                                                                                  | 46° 28′ 36″ N, 11° 22′ 51″ O                                         | 25. Juli 1977 (BLR-LAB 4980) | Kapelle | KG: Zwölfmalgreien Bauparzelle: 378 |
| ja   | Datei hochladen | Kapuzinerkloster, Kirche St. Anton und Garten ID: 13894                                                             | 46° 29′ 48″ N, 11° 21′ 10″ O                                         | 25. Juli 1977 (BLR-LAB 4981) | Kloster | KG: Bozen Bauparzelle: 1001, 425, 426 Grundparzelle: 155, 156/1, 156/3, 339/1, 339/2                                                                                                 |
| BW   | Datei hochladen | Keller des ehemaligen Heilig-Geist-Spitals ID: 50414                                                                | 46° 29′ 51″ N, 11° 21′ 9″ O                                          | 29. Aug. 2005 (BLR-LAB 3053) | Spital | KG: Bozen Bauparzelle: 430/1 |
| ja   | Datei hochladen | Kindergarten, Martin-Knoller-Straße 5 ID: 50497                                                                     | Martin-Knoller-Straße 5 46° 30′ 18″ N, 11° 19′ 59″ O                 | 30. Juni 2008 (BLR-LAB 2294) | Schule | KG: Gries Bauparzelle: 2 |
| BW   | Datei hochladen | Kindergarten „Dante Alighieri“ ID: 50585                                                                            | Claudia-Augusta-Straße 38 46° 29′ 3″ N, 11° 20′ 36″ O                | 1. Juli 2014 (BLR-LAB 814)   | Kindergarten, im Neorenaissance-Stil von 1921 bis 1923 erbaut | KG: Zwölfmalgreien Bauparzelle: 945 |
| ja   | Datei hochladen | Kinig ID: 13968 | 46° 30′ 42″ N, 11° 20′ 53″ O                                         | 26. Feb. 1955 (MD)           | Ländliches Wohnhaus/Bauernhof | KG: Gries Bauparzelle: 141 Grundparzelle: 221/2 |
| ja   | Datei hochladen | Klebenstein mit Antoniuskapelle und Park ID: 14007                                                                  | 46° 30′ 42″ N, 11° 21′ 8″ O                                          | 25. Juli 1977 (BLR-LAB 4980) | Ansitz | KG: Zwölfmalgreien Bauparzelle: 52, 53, 54 Grundparzelle: 70/1, 70/2, 70/3 |
| ja   | Datei hochladen | Klösterlegrund ID: 18106                                                                                            | 46° 30′ 8″ N, 11° 20′ 38″ O                                          | 5. Juli 1993 (BLR-LAB 3906)  | um die Mitte der 1920er Jahre erbaute Siedlung zwischen Reginaldo-Giuliani-Straße, 4.-November-Platz, Armando-Diaz-Straße und Manlio-Longon-Straße, nach Plänen von Clemens Holzmeister und Luis Trenker, bestehend aus zwei viergeschossigen Häuserblocks und acht zweigeschossigen Zweifamilienhäusern                                                                              | KG: Gries Bauparzelle: 1649, 786, 787, 788, 789, 790, 791, 792, 793, 794, 797, 798, 799, 800, 801, 802, 805, 806                                                                     |
| BW   | Datei hochladen | Klosterstadel des Benediktinerstiftes Muri-Gries ID: 50639                                                          | 46° 30′ 17″ N, 11° 20′ 9″ O                                          | 3. Mai 2022 (BLR-LAB 303)    | monumentales dreigeschossiges Wirtschaftsgebäude | KG: Gries Bauparzelle: 60 |
| ja   | Datei hochladen | Köfele ID: 13970 | 46° 30′ 48″ N, 11° 20′ 59″ O                                         | 25. Juli 1977 (BLR-LAB 4982) | Ländliches Wohnhaus/Bauernhof | KG: Gries Bauparzelle: 143/1, 143/2 |
| ja   | Datei hochladen | Kofler auf Ceslar (Ansitz Rundenstein) ID: 13975                                                                    | St. Georgen 14 46° 30′ 52″ N, 11° 20′ 50″ O                          | 25. Juli 1977 (BLR-LAB 4982) | Ländliches Wohnhaus/Bauernhof/Ansitz | KG: Gries Bauparzelle: 199 |
| ja   | Datei hochladen | Köhlerhäusl in Haslach ID: 14042                                                                                    | 46° 29′ 11″ N, 11° 21′ 0″ O                                          | 25. Juli 1977 (BLR-LAB 4980) | Ländliches Wohnhaus/Bauernhof | KG: Zwölfmalgreien Bauparzelle: 430 |
| ja   | Datei hochladen | Kollegg ID: 13904                                                                                                   | Goethestraße 44 46° 29′ 53″ N, 11° 21′ 8″ O                          | 8. Jan. 1953 (MD)            | zur Goethestraße zwei kunstvoll gestaltete Rundbogentore, zum Dominikanerplatz hin Risalit, stuckverzierte Fensterumrahmungen | KG: Bozen Bauparzelle: 467 |
| ja   | Datei hochladen | Kolpinghaus ID: 13951                                                                                               | Spitalgasse 1 46° 29′ 51″ N, 11° 21′ 3″ O                            | 9. Jan. 1989 (BLR-LAB 87)    | Schule | KG: Bozen Bauparzelle: 989 |
| ja   | Datei hochladen | Kornplatz 2 ID: 13849                                                                                               | Kornplatz 2 46° 29′ 58″ N, 11° 21′ 20″ O                             | 28. Jan. 1959 (MD)           | Städtisches Wohnhaus | KG: Bozen Bauparzelle: 267 |
| ja   | Datei hochladen | Kornplatz 4 (vormals St.-Andreas-Kirche) ID: 13889                                                                  | Kornplatz 4 46° 29′ 57″ N, 11° 21′ 19″ O                             | 21. Feb. 1962 (MD)           | Städtisches Wohnhaus (bis 1786 Kirche) | KG: Bozen Bauparzelle: 351/1 |
| ja   | Datei hochladen | Kornplatz 5 ID: 50359                                                                                               | Kornplatz 5 46° 29′ 56″ N, 11° 21′ 19″ O                             | 30. Aug. 1999 (BLR-LAB 3678) | Städtisches Wohnhaus | KG: Bozen Bauparzelle: 350 |
| ja   | Datei hochladen | Kornplatz 8 - Silbergasse 2 ID: 13855                                                                               | Kornplatz 8 - Silbergasse 2 46° 29′ 57″ N, 11° 21′ 17″ O             | 14. Sep. 1949 (MD)           | Städtisches Wohnhaus | KG: Bozen Bauparzelle: 281 |
| ja   | Datei hochladen | Kornplatz 10 ID: 50471                                                                                              | Kornplatz 10 46° 29′ 57″ N, 11° 21′ 18″ O                            | 21. Jan. 2008 (BLR-LAB 94)   | Städtisches Wohnhaus | KG: Bozen Bauparzelle: 273 |
| ja   | Datei hochladen | Kugler in Moritzing ID: 13979                                                                                       | 46° 30′ 3″ N, 11° 18′ 31″ O                                          | 20. Juni 1988 (BLR-LAB 3871) | Ländliches Wohnhaus/Bauernhof | KG: Gries Bauparzelle: 244 |
| ja   | Datei hochladen | Landesfürstliches Amtshaus ID: 13771                                                                                | Bindergasse 1 46° 30′ 4″ N, 11° 21′ 25″ O                            | 16. Okt. 1948 (MD)           | Verwaltungsbau, beherbergt heute das Naturmuseum Südtirol | KG: Bozen Bauparzelle: 97 |
| ja   | Datei hochladen | Lauben 4 - Dr.-Streiter-Gasse 3A-5 ID: 13840                                                                        | Lauben 4 - Dr.-Streiter-Gasse 3A-5 46° 29′ 59″ N, 11° 21′ 23″ O      | 19. Feb. 1982 (BLR-LAB 971)  | zu den Lauben im 1. Stock mehrere gekuppelte Fenster, im 2. Stock mittig ein Erker | KG: Bozen Bauparzelle: 245 |
| ja   | Datei hochladen | Lauben 6 - Dr.-Streiter-Gasse 7 ID: 13839                                                                           | Lauben 6 - Dr.-Streiter-Gasse 7 46° 29′ 59″ N, 11° 21′ 22″ O         | 25. Juli 1977 (BLR-LAB 4981) | zu den Lauben über 3 Stockwerke je 3 gekuppelte Fenster | KG: Bozen Bauparzelle: 244/1, 244/2 |
| ja   | Datei hochladen | Lauben 7 - Gumergasse 4 ID: 13843                                                                                   | Lauben 7 - Gumergasse 4 46° 29′ 59″ N, 11° 21′ 22″ O                 | 4. Jan. 1952 (MD)            | Gebäude mit 2 Laubenbögen, 2 Barockportalen und 6 Fensterachsen, ehemals Sitz des Kolonialwarenhauses Josef Ringler’s Söhne | KG: Bozen Bauparzelle: 259/1 |
| ja   | Datei hochladen | Lauben 8 - Dr.-Streiter-Gasse 9 ID: 13838                                                                           | Lauben 8 - Dr.-Streiter-Gasse 9 46° 29′ 59″ N, 11° 21′ 22″ O         | 25. Juli 1977 (BLR-LAB 4981) | zu den Lauben im 1. Stock zwei und drei gekuppelte Fenster, im 2. Stock Erker | KG: Bozen Bauparzelle: 243/1, 243/2 |
| ja   | Datei hochladen | Lauben 9 - Gumergasse 6 ID: 13844                                                                                   | Lauben 9 - Gumergasse 6 46° 29′ 59″ N, 11° 21′ 21″ O                 | 4. Jan. 1952 (MD)            | Gebäude mit 2 Laubenbögen, 6 Fensterachsen und reicher Stuckverzierung | KG: Bozen Bauparzelle: 260/1, 260/2 |
| BW   | Datei hochladen | Lauben 12 -Dr.-Streiter-Gasse 13 ID: 13837                                                                          | Lauben 12 -Dr.-Streiter-Gasse 13 46° 29′ 59″ N, 11° 21′ 21″ O        | 25. Juli 1977 (BLR-LAB 4981) | zu den Lauben im 1. und 3. Stock mehrere gekuppelte Fenster, im 2. Stock 3 einzelne Fenster | KG: Bozen Bauparzelle: 241/1, 241/2 |
| ja   | Datei hochladen | Lauben 14 - Dr.-Streiter-Gasse 13A-15 ID: 13836                                                                     | Lauben 14 - Dr.-Streiter-Gasse 13A-15 46° 29′ 59″ N, 11° 21′ 21″ O   | 4. Jan. 1952 (MD)            | zu den Lauben stuckverzierte Fassade mit 3 Fensterachsen | KG: Bozen Bauparzelle: 240 |
| ja   | Datei hochladen | Lauben 15 - Gumergasse 12 ID: 13845                                                                                 | Lauben 15 - Gumergasse 12 46° 29′ 59″ N, 11° 21′ 20″ O               | 27. Jan. 1953 (MD)           | Gebäude mit 3 Spitzbogenlauben und 7 Fensterachsen | KG: Bozen Bauparzelle: 263 |
| ja   | Datei hochladen | Lauben 16 - Dr.-Streiter-Gasse 15A-17A ID: 18023                                                                    | Lauben 16 - Dr.-Streiter-Gasse 15A-17A 46° 29′ 59″ N, 11° 21′ 21″ O  | 27. Jan. 1953 (MD)           | im Kern mittelalterlicher Bau, zu den Lauben Fenster mit Giebelaufsätzen, im 2. Stock viereckiger Erker mit Balkon darüber | KG: Bozen Bauparzelle: 239 |
| ja   | Datei hochladen | Lauben 18 ID: 13835                                                                                                 | Lauben 18 46° 29′ 59″ N, 11° 21′ 20″ O                               | 27. Jan. 1953 (MD)           | zu den Lauben im 1. Stock 5 gekuppelte Fenster, im 2., 3. und 4. Stock je 3 einzelne Fenster | KG: Bozen Bauparzelle: 238 |
| ja   | Datei hochladen | Lauben 20 ID: 13834                                                                                                 | Lauben 20 46° 29′ 59″ N, 11° 21′ 20″ O                               | 19. Feb. 1982 (BLR-LAB 971)  | zu den Lauben drei Fensterachsen, zweigeschossiger Erker mit Balkon darüber | KG: Bozen Bauparzelle: 237 |
| ja   | Datei hochladen | Lauben 21 - Kornplatz 10B-11 ID: 13852                                                                              | Lauben 21 - Kornplatz 10B-11 46° 29′ 58″ N, 11° 21′ 18″ O            | 16. Feb. 1987 (BLR-LAB 597)  | zu den Lauben gekuppelte Fenster und zweigeschossiger Erker, zum Kornplatz eine Ende des 19. Jahrhunderts umgestaltete Fassade mit Erkern und Balkonen | KG: Bozen Bauparzelle: 270 |
| ja   | Datei hochladen | Lauben 22 - Dr.-Streiter-Gasse 17B-19 ID: 13847                                                                     | Lauben 22 - Dr.-Streiter-Gasse 17B-19 46° 29′ 59″ N, 11° 21′ 19″ O   | 19. Feb. 1982 (BLR-LAB 971)  | Gebäude gegenüber dem Eingang zum Kornplatz, zu den Lauben im 1. Stock je 2 gekuppelte Rundbogenfenster, darüber in goldenem Schriftzug die Namen Mumelter, Lanner und Knoll | KG: Bozen Bauparzelle: 236 |
| ja   | Datei hochladen | Lauben 24 - Dr.-Streiter-Gasse 19A-21 ID: 13833                                                                     | Lauben 24 - Dr.-Streiter-Gasse 19A-21 46° 29′ 59″ N, 11° 21′ 19″ O   | 18. Mai 1951 (MD)            | zu den Lauben im 1. Stock 5 gekuppelte Fenster, im 2. Stock Erker | KG: Bozen Bauparzelle: 235 |
| ja   | Datei hochladen | Lauben 25A ID: 13853                                                                                                | 46° 29′ 58″ N, 11° 21′ 18″ O                                         | 25. Juli 1977 (BLR-LAB 4981) | Gebäude mit 3 gekuppelten Fenstern im 1. Stock und je 2 einzelnen Fenstern im 2. und 3. Stock | KG: Bozen Bauparzelle: 275 |
| ja   | Datei hochladen | Lauben 28 ID: 13832                                                                                                 | Lauben 28 46° 29′ 59″ N, 11° 21′ 18″ O                               | 25. Juli 1977 (BLR-LAB 4981) | im 1. Stock je 2 gekuppelte Rundbogenfenster, im 2. und 3. Stock je 4 einzelne Fenster | KG: Bozen Bauparzelle: 233/1 |
| BW   | Datei hochladen | Lauben 29A ID: 13854                                                                                                | 46° 29′ 58″ N, 11° 21′ 17″ O                                         | 25. Juli 1977 (BLR-LAB 4981) | Gebäude mit Spitzbogenlaube, 3 gekuppelte Fenster im 1. Stock, darüber zweigeschossiger Erker | KG: Bozen Bauparzelle: 278 |
| BW   | Datei hochladen | Lauben 31 ID: 50345                                                                                                 | 46° 29′ 58″ N, 11° 21′ 17″ O                                         | 28. Dez. 2001 (BLR-LAB 4876) | Gebäude mit Rundbogenlaube, 3 gekuppelte Fenster im 1. Stock, darüber zweigeschossiger Erker | KG: Bozen Bauparzelle: 279 |
| ja   | Datei hochladen | Lauben 32 - Dr.-Streiter-Gasse 27-27a ID: 13830                                                                     | Lauben 32 - Dr.-Streiter-Gasse 27-27a 46° 29′ 59″ N, 11° 21′ 17″ O   | 17. Nov. 1950 (MD)           | zur Streitergasse ehemaliger Ansitz Thurn, zu den Lauben ein zweigeschossiger Erker, links und rechts davon im 1. und 2. Stock je zwei gekuppelte Fenster, im 3. Stock 3 einzelne Fenster | KG: Bozen Bauparzelle: 231 |
| BW   | Datei hochladen | Lauben 33 ID: 13857                                                                                                 | 46° 29′ 58″ N, 11° 21′ 16″ O                                         | 25. Juli 1977 (BLR-LAB 4981) | Gebäude mit Rundbogenlaube, 3 gekuppelte Fenster im 1. Stock, darüber zweigeschossiger Erker | KG: Bozen Bauparzelle: 283 |
| BW   | Datei hochladen | Lauben 33A-35 ID: 13858                                                                                             | Lauben 33A-35 46° 29′ 58″ N, 11° 21′ 16″ O                           | 25. Juli 1977 (BLR-LAB 4981) | Gebäude mit 3 Spitzbogenlauben, polygonaler Erker im 2. Stock, steingerahmte Fenster | KG: Bozen Bauparzelle: 284 |
| ja   | Datei hochladen | Lauben 34 - Dr.-Streiter-Gasse 29 ID: 13829                                                                         | Lauben 34 - Dr.-Streiter-Gasse 29 46° 29′ 59″ N, 11° 21′ 17″ O       | 25. Juli 1977 (BLR-LAB 4981) | zu den Lauben im 1. und 2. Stock rechts je 2 gekuppelte Fenster, links ein zweigeschossiger Erker und je ein einzelnes Fenster, im 3. Stock 3 einzelne Fenster | KG: Bozen Bauparzelle: 230 |
| BW   | Datei hochladen | Lauben 36 ID: 13828                                                                                                 | Lauben 36 46° 29′ 59″ N, 11° 21′ 17″ O                               | 19. Feb. 1982 (BLR-LAB 971)  | über 4 Stockwerke je 4 gekuppelte, rechteckige Fenster | KG: Bozen Bauparzelle: 229 |
| BW   | Datei hochladen | Lauben 37 ID: 18026                                                                                                 | Lauben 37 46° 29′ 58″ N, 11° 21′ 16″ O                               | 25. Juli 1977 (BLR-LAB 4981) | 2 Spitzbogenlauben, 6 gekuppelte Fenster im 1. Stock, darüber zweigeschossiger Erker, 2 marmorgerahmte Portale | KG: Bozen Bauparzelle: 287 |
| BW   | Datei hochladen | Lauben 38 ID: 13826                                                                                                 | Lauben 38 46° 29′ 59″ N, 11° 21′ 16″ O                               | 19. Feb. 1982 (BLR-LAB 971)  | eine Spitzbogenlaube, im 1. Stock drei gekuppelte Fenster, im 2. Stock mittig ein Erker | KG: Bozen Bauparzelle: 226 |
| BW   | Datei hochladen | Lauben 43 ID: 13861                                                                                                 | Lauben 43 46° 29′ 58″ N, 11° 21′ 14″ O                               | 19. Feb. 1982 (BLR-LAB 971)  | ein Spitzbogen, in jedem Stockwerk 3 gekuppelte Fenster | KG: Bozen Bauparzelle: 290 |
| ja   | Datei hochladen | Lauben 45 - Silbergasse 10 ID: 13862                                                                                | Lauben 45 - Silbergasse 10 46° 29′ 58″ N, 11° 21′ 14″ O              | 18. März 1951 (MD)           | zu den Lauben 2 Rundbögen, 4 gekuppelte Fenster im 1. Stock, darüber polygonaler Erker, zur Silbergasse Freitreppe mit spätgotischer Brüstung | KG: Bozen Bauparzelle: 291 |
| ja   | Datei hochladen | Lauben 46 - Dr.-Streiter-Gasse 37A ID: 13825                                                                        | Lauben 46 - Dr.-Streiter-Gasse 37A 46° 29′ 59″ N, 11° 21′ 15″ O      | 2. März 1953 (MD)            | zu den Lauben zwei Bögen und reich mit Stuck verzierte Fassade, je Stockwerk zwei Reihen gekuppelter Fenster, rechts ein zweigeschossiger Erker | KG: Bozen Bauparzelle: 222 |
| ja   | Datei hochladen | Lauben 47 - Silbergasse 12 ID: 13863                                                                                | Lauben 47 - Silbergasse 12 46° 29′ 58″ N, 11° 21′ 14″ O              | 17. Nov. 1950 (MD)           | zu den Lauben ein Bogen und je 3 gekuppelte Fenster, zur Silbergasse viereckiger Erker | KG: Bozen Bauparzelle: 1141, 292 |
| BW   | Datei hochladen | Lauben 48 - Dr.-Streiter-Gasse 39A ID: 13824                                                                        | Lauben 48 - Dr.-Streiter-Gasse 39A 46° 29′ 59″ N, 11° 21′ 15″ O      | 19. Dez. 1952 (MD)           | zu den Lauben zwei Bögen, stuckverzierte Fassade, im 2. Stock mittig ein Erker | KG: Bozen Bauparzelle: 221 |
| ja   | Datei hochladen | Lauben 49 - Silbergasse 14 ID: 13864                                                                                | Lauben 49 - Silbergasse 14 46° 29′ 58″ N, 11° 21′ 13″ O              | 17. Nov. 1950 (MD)           | zu den Lauben 3 Bögen und pro Stockwerk 2 gekuppelte Fensterreihen, zur Silbergasse kleine Freitreppe mit gerahmter Tür, darüber gebrochener Giebel und Ochsenauge | KG: Bozen Bauparzelle: 293 |
| ja   | Datei hochladen | Lauben 52 - Dr.-Streiter-Gasse 41 ID: 13823                                                                         | Lauben 52 - Dr.-Streiter-Gasse 41 46° 29′ 59″ N, 11° 21′ 14″ O       | 17. Nov. 1950 (MD)           | zu den Lauben im 1. Stock 3 gekuppelte Fenster, darüber mittig ein Erker, zur Streitergasse freskenverzierte Fassade und Erker mittig im 2. Stock | KG: Bozen Bauparzelle: 219 |
| BW   | Datei hochladen | Lauben 53-55 ID: 13866                                                                                              | Lauben 53-55 46° 29′ 58″ N, 11° 21′ 13″ O                            | 19. Dez. 1952 (MD)           | Doppelhaus, links Rundbogenlaube und eingeschossiger Erker, rechts Spitzbogenlaube und zweigeschossiger Erker | KG: Bozen Bauparzelle: 297, 298 |
| ja   | Datei hochladen | Lauben 54-56 - Dr.-Streiter-Gasse 47-49 ID: 13822                                                                   | Lauben 54-56 - Dr.-Streiter-Gasse 47-49 46° 29′ 59″ N, 11° 21′ 14″ O | 2. März 1953 (MD)            | zu den Lauben auf der linken Fassadenseite im 1. Stock 4 gekuppelte Fenster, darüber ein zweigeschossiger Erker, auf der rechten Fassadenseite im 1. Stock 3 gekuppelte Fenster, darüber ein Erker, zur Streitergasse gotische Spitzbogentür und viereckiger Erker | KG: Bozen Bauparzelle: 217, 218 |
| ja   | Datei hochladen | Lauben 57 ID: 13867                                                                                                 | Lauben 57 46° 29′ 58″ N, 11° 21′ 12″ O                               | 19. Dez. 1952 (MD)           | ein Laubenbogen, stuckaturgeschmückte Fassade, Erker im 2. Stock mit Balkon darüber | KG: Bozen Bauparzelle: 299/1 |
| BW   | Datei hochladen | Lauben 58 - Dr.-Streiter-Gasse 51 ID: 13821                                                                         | Lauben 58 - Dr.-Streiter-Gasse 51 46° 29′ 59″ N, 11° 21′ 13″ O       | 19. Feb. 1982 (BLR-LAB 971)  | zu den Lauben über 3 Stockwerke je 3 gekuppelte Fenster | KG: Bozen Bauparzelle: 216 |
| BW   | Datei hochladen | Lauben 60 - Dr.-Streiter-Gasse 53 ID: 13820                                                                         | Lauben 60 - Dr.-Streiter-Gasse 53 46° 29′ 59″ N, 11° 21′ 13″ O       | 25. Juli 1977 (BLR-LAB 4981) | zu den Lauben über 3 Stockwerke je 2 gekuppelte Fenster, zur Streitergasse fünfgeschossiger Bau mit einem Erker auf der rechten Fassadenhälfte | KG: Bozen Bauparzelle: 215 |
| ja   | Datei hochladen | Lauben 62 ID: 13819                                                                                                 | 46° 29′ 59″ N, 11° 21′ 13″ O                                         | 25. Juli 1977 (BLR-LAB 4981) | zu den Lauben über drei Stockwerke je 2 mal 2 gekuppelte Fenster | KG: Bozen Bauparzelle: 214 |
| ja   | Datei hochladen | Lauben 63 - Silbergasse 20B-22 ID: 13869                                                                            | Lauben 63 - Silbergasse 20B-22 46° 29′ 58″ N, 11° 21′ 11″ O          | 25. Juli 1977 (BLR-LAB 4981) | zu den Lauben im 1. Stock 2 gekuppelte Fenster, darüber ein Erker | KG: Bozen Bauparzelle: 303 |
| ja   | Datei hochladen | Lauben 64-66 ID: 13817                                                                                              | Lauben 64-66 46° 29′ 59″ N, 11° 21′ 12″ O                            | 17. Nov. 1950 (MD)           | Doppelhaus mit 4 Laubenbögen und 8 Fenstern pro Stockwerk | KG: Bozen Bauparzelle: 212/1, 213/1 |
| BW   | Datei hochladen | Lauben 65-67 - Silbergasse 24 ID: 13870                                                                             | Lauben 65-67 - Silbergasse 24 46° 29′ 58″ N, 11° 21′ 11″ O           | 25. Juli 1977 (BLR-LAB 4981) | Doppelhaus, linke Hälfte mit einem Bogen und eingeschossigem Erker, rechte mit 2 Bögen und zweigeschossigem Erker, im 1. Stock je 4 gekuppelte Fenster | KG: Bozen Bauparzelle: 304, 305 |
| ja   | Datei hochladen | Lauben 68 ID: 13816                                                                                                 | Lauben 68 46° 29′ 59″ N, 11° 21′ 12″ O                               | 25. Juli 1977 (BLR-LAB 4981) | Gebäude mit 3 Rundbogenlauben, darüber 5 gekuppelte Fenster | KG: Bozen Bauparzelle: 211 |
| BW   | Datei hochladen | Lauben 69 - Silbergasse 26-30 ID: 13871                                                                             | Lauben 69 - Silbergasse 26-30 46° 29′ 58″ N, 11° 21′ 10″ O           | 25. Juli 1977 (BLR-LAB 4981) | zu den Lauben 3 Fensterachsen und Flachbogentor | KG: Bozen Bauparzelle: 1138, 306 |
| ja   | Datei hochladen | Lauben 69A - Silbergasse 32 ID: 13872                                                                               | Lauben 69A - Silbergasse 32 46° 29′ 58″ N, 11° 21′ 10″ O             | 25. Juli 1977 (BLR-LAB 4981) | zu den Lauben drei Rundbögen und Eckerker, zur Silbergasse ein Rundbogentor mit Rustikarahmung und ein vergittertes Rechteckfenster | KG: Bozen Bauparzelle: 307 |
| BW   | Datei hochladen | Lauben 70 ID: 13815                                                                                                 | Lauben 70 46° 29′ 59″ N, 11° 21′ 11″ O                               | 2. März 1953 (MD)            | Gebäude mit 3 Spitzbogenlauben, darüber rechts 4 und links 2 gekuppelte Fenster | KG: Bozen Bauparzelle: 210 |
| ja   | Datei hochladen | Lauben 72 - Obstmarkt 8-10 ID: 13814                                                                                | Lauben 72 - Obstmarkt 8-10 46° 29′ 59″ N, 11° 21′ 11″ O              | 2. März 1953 (MD)            | zu den Lauben 2 Rundbögen und viereckiger Erker im 2. Stock, zum Obstmarkt 6 Fensterachsen und mehrgeschossiger, polygonaler Eckerker | KG: Bozen Bauparzelle: 209 |
| BW   | Datei hochladen | Lauben 74 ID: 13813                                                                                                 | Lauben 74 46° 29′ 59″ N, 11° 21′ 10″ O                               | 25. Juli 1977 (BLR-LAB 4981) | ein Laubenbogen, im 1. Stock 3 gekuppelte Fenster, im 2. Stock links ein Fenster und rechts ein Erker | KG: Bozen Bauparzelle: 208 |
| ja   | Datei hochladen | Leonardo-da-Vinci-Straße 15 ID: 13944                                                                               | Leonardo-da-Vinci-Straße 15 46° 29′ 56″ N, 11° 20′ 55″ O             | 24. Juni 1985 (BLR-LAB 2985) | Städtisches Wohnhaus | KG: Bozen Bauparzelle: 772 |
| ja   | Datei hochladen | Leonardo-da-Vinci-Straße 17 ID: 13954                                                                               | Leonardo-da-Vinci-Straße 17 46° 29′ 56″ N, 11° 20′ 55″ O             | 16. Feb. 1987 (BLR-LAB 598)  | Städtisches Wohnhaus | KG: Bozen Bauparzelle: 771 |
| ja   | Datei hochladen | Lido von Bozen ID: 50326                                                                                            | Trieststraße 46° 29′ 30″ N, 11° 20′ 41″ O                            | 16. Juni 1997 (BLR-LAB 2743) | Städtisches Wohnhaus | KG: Gries Bauparzelle: 1097/1 |
| ja   | Datei hochladen | Lindenburg ID: 13999                                                                                                | Runkelsteinerstraße 23 46° 30′ 19″ N, 11° 21′ 9″ O                   | 25. Juli 1977 (BLR-LAB 4980) | Ansitz | KG: Zwölfmalgreien Bauparzelle: 17 |
| ja   | Datei hochladen | Madonnenapotheke ID: 13850                                                                                          | Lauben 17 46° 29′ 59″ N, 11° 21′ 20″ O                               | 25. Juli 1977 (BLR-LAB 4981) | Gebäude mit mittelalterlichem Baubestand, Sitz der Madonnenapotheke, ein viereckiger und ein polygonaler Erker zum Kornplatz hin | KG: Bozen Bauparzelle: 268 |
| ja   | Datei hochladen | Mair in Rentsch ID: 14023                                                                                           | 46° 29′ 58″ N, 11° 22′ 31″ O                                         | 25. Juli 1977 (BLR-LAB 4980) | Ländliches Wohnhaus/Bauernhof | KG: Zwölfmalgreien Bauparzelle: 214 |
| ja   | Datei hochladen | Maretsch ID: 13996                                                                                                  | 46° 30′ 13″ N, 11° 21′ 2″ O                                          | 25. Juli 1951 (MD)           | Burg/Schloß | KG: Zwölfmalgreien Bauparzelle: 5, 7 Grundparzelle: 11/1, 11/2, 11/3 |
| ja   | Datei hochladen | Mariaheim mit Weinbergen ID: 13983                                                                                  | 46° 29′ 33″ N, 11° 20′ 16″ O                                         | 20. Juli 1951 (MD)           | Kloster | KG: Gries Bauparzelle: 413, 414, 415 Grundparzelle: 2199/1, 2201, 2203/1 |
| ja   | Datei hochladen | Mariensäule am Marienplatz ID: 50456                                                                                | 46° 30′ 5″ N, 11° 21′ 16″ O                                          | 13. Aug. 2009 (BLR-LAB 1981) | Denkmal | KG: Bozen Grundparzelle: 24 |
| BW   | Datei hochladen | Mauer des ehemaligen Polizeilichen Durchgangslagers ID: 50381                                                       | Passage der Erinnerung 46° 29′ 9″ N, 11° 19′ 6″ O                    | 10. März 2003 (BLR-LAB 706)  | Denkmal | KG: Gries Bauparzelle: 1872/1, 1872/3, 1873/1, 2244/10, 2244/13, 2244/8, 2249/1, 2251/1, 2251/63, 3050, 3167, 3168, 3169, 3170, 3240, 3241, 3290, 3291, 3292, 3293, 3294, 3295, 4664 |
| ja   | Datei hochladen | Mauracher ID: 13966                                                                                                 | 46° 30′ 41″ N, 11° 20′ 51″ O                                         | 26. Feb. 1955 (MD)           | Ländliches Wohnhaus/Bauernhof | KG: Gries Bauparzelle: 139 Grundparzelle: 217/1, 217/2, 218/1, 218/5, 218/6, 219/1, 219/2, 220                                                                                       |
| BW   | Datei hochladen | Mauracher ID: 14030                                                                                                 | 46° 29′ 42″ N, 11° 24′ 40″ O                                         | 20. Juni 1988 (BLR-LAB 3871) | Ländliches Wohnhaus/Bauernhof | KG: Zwölfmalgreien Bauparzelle: 307 |
| ja   | Datei hochladen | Menz ID: 13818 | Obstmarkt 1-3 46° 30′ 0″ N, 11° 21′ 12″ O                            | 17. Nov. 1950 (MD)           | Doppelhaus, linke Fassadenhälfte mit zweigeschossigem, polygonalem Erker, rechte mit Rundbogenportal mit Aufsatz, im 1. Stock Galerie mit Steinbalustrade, im 2. Stock Balkon | KG: Bozen Bauparzelle: 212/2, 213/2 |
| ja   | Datei hochladen | Merkantilgebäude ID: 13860                                                                                          | 46° 29′ 57″ N, 11° 21′ 15″ O                                         | 25. Juli 1977 (BLR-LAB 4981) | Verwaltungsbau | KG: Bozen Bauparzelle: 288 |
| ja   | Datei hochladen | Münzbank ID: 13956                                                                                                  | 46° 30′ 8″ N, 11° 20′ 9″ O                                           | 25. Juli 1977 (BLR-LAB 4982) | Münzbank | KG: Gries Bauparzelle: 44 |
| ja   | Datei hochladen | Museumstraße 1-3 ID: 13919                                                                                          | Museumstraße 1-3 46° 29′ 58″ N, 11° 21′ 8″ O                         | 25. Juli 1977 (BLR-LAB 4981) | Städtisches Wohnhaus | KG: Bozen Bauparzelle: 510, 740 |
| ja   | Datei hochladen | Museumstraße 14 ID: 50458                                                                                           | Museumstraße 14 46° 29′ 59″ N, 11° 21′ 6″ O                          | 29. Dez. 2006 (BLR-LAB 5010) | 2 verzierte Portale, im 1. Stock gekuppelte Fenster, darüber 3 einzelne, steingerahmte Fenster und Reste einer Bemalung aus der Spätrenaissance | KG: Bozen Bauparzelle: 558 |
| ja   | Datei hochladen | Museumstraße 22 ID: 13927                                                                                           | Museumstraße 22 46° 29′ 59″ N, 11° 21′ 4″ O                          | 11. Juli 1953 (MD)           | Gebäude mit zweigeschossigem, polygonalem Erker mit Wappenstein | KG: Bozen Bauparzelle: 554 |
| ja   | Datei hochladen | Museumstraße 23/1 ID: 50542                                                                                         | Museumstraße 23/1 46° 29′ 59″ N, 11° 21′ 4″ O                        | 6. Sep. 2010 (BLR-LAB 1407)  | Gebäude mit zwei Fensterachsen, kleines Tonrelief mit Madonnendarstellung an der Fassade | KG: Bozen Bauparzelle: 525/1 |
| ja   | Datei hochladen | Museumstraße 24 ID: 13926                                                                                           | Museumstraße 24 46° 29′ 59″ N, 11° 21′ 4″ O                          | 25. Juli 1977 (BLR-LAB 4981) | Gebäude mit 2 Fensterachsen, im 1. und 2. Stock mit barocken Putzrahmen | KG: Bozen Bauparzelle: 553 |
| ja   | Datei hochladen | Museumstraße 26 ID: 13925                                                                                           | 46° 29′ 59″ N, 11° 21′ 4″ O                                          | 25. Juli 1977 (BLR-LAB 4981) | Gebäude mit gekuppelten, steingerahmten Fenstern, Nische mit Madonnenbild an der Fassade | KG: Bozen Bauparzelle: 552 |
| ja   | Datei hochladen | Museumstraße 28 ID: 13924                                                                                           | Museumstraße 28 46° 30′ 0″ N, 11° 21′ 4″ O                           | 25. Juli 1977 (BLR-LAB 4981) | Gebäude mit 2 Fensterachsen, auf drei Stockwerken einzelne, steingerahmte Rechteckfenster, darüber kleine, mehr breit als lange Fenster | KG: Bozen Bauparzelle: 551 |
| ja   | Datei hochladen | Museumstraße 29 ID: 13920                                                                                           | Museumstraße 29 46° 29′ 59″ N, 11° 21′ 2″ O                          | 19. Feb. 1982 (BLR-LAB 971)  | vorspringendes Laubengebäude, an der Fassade Fresken von Albert Stolz nach Motiven aus der Siegfriedsage | KG: Bozen Bauparzelle: 528 |
| ja   | Datei hochladen | Museumstraße 31 ID: 13921                                                                                           | Museumstraße 31 46° 29′ 59″ N, 11° 21′ 2″ O                          | 16. Feb. 1987 (BLR-LAB 597)  | auf der linken Gebäudeseite über 3 Stockwerke je 2 gekuppelte Fenster, rechts daneben jeweils 3 einzelne Fenster | KG: Bozen Bauparzelle: 529 |
| ja   | Datei hochladen | Museumstraße 44-42C ID: 13923                                                                                       | Museumstraße 44-42C 46° 30′ 0″ N, 11° 21′ 1″ O                       | 8. Jan. 1953 (MD)            | vorspringendes Laubenhaus mit zweigeschossigem Fassadenerker | KG: Bozen Bauparzelle: 543 |
| ja   | Datei hochladen | Museumstraße 46 ID: 18104                                                                                           | Museumstraße 46 46° 30′ 0″ N, 11° 21′ 1″ O                           | 8. März 1993 (BLR-LAB 1091)  | im Kern mittelalterliches Laubengebäude mit Erker im 2. Stock | KG: Bozen Bauparzelle: 542 |
| ja   | Datei hochladen | Mustergasse 6 ID: 13882                                                                                             | Mustergasse 6 46° 29′ 55″ N, 11° 21′ 13″ O                           | 2. März 1953 (MD)            | im 1. Stock erkerartiger Vorbau, darüber 2 Balkone | KG: Bozen Bauparzelle: 330 |
| ja   | Datei hochladen | Mustergasse 8 - Silbergasse 11A-13 ID: 13881                                                                        | Mustergasse 8 - Silbergasse 11A-13 46° 29′ 55″ N, 11° 21′ 12″ O      | 2. März 1953 (MD)            | zur Mustergasse zweigeschossiger, polygonaler Erker mit Balkon darüber, Fenster im 1. Stock mit Dreiecksgiebeln, zur Silbergasse steingerahmtes Portal und 4 Fensterachsen | KG: Bozen Bauparzelle: 329 |
| ja   | Datei hochladen | Gasthaus Fink ID: 13898                                                                                             | Mustergasse 9 46° 29′ 55″ N, 11° 21′ 10″ O                           | 25. Juli 1977 (BLR-LAB 4981) | Fassade mit viereckigem, dreigeschossigem Erker, steingerahmte Fenster ehemaliges Gerichtsgebäude | KG: Bozen Bauparzelle: 452 |
| ja   | Datei hochladen | Mustergasse 10 - Silbergasse 15 ID: 13880                                                                           | Mustergasse 10 - Silbergasse 15 46° 29′ 55″ N, 11° 21′ 12″ O         | 2. März 1953 (MD)            | zur Mustergasse zweigeschossiger Erker, Fenster im 1. Stock mit Muschel-, im 2. Stock mit Dreieckaufsatz, zur Silbergasse kleiner Treppenaufgang zur Haustür, 3 Fensterachsen und ein Erker im 1. Stock | KG: Bozen Bauparzelle: 328 |
| ja   | Datei hochladen | Mustergasse 11 ID: 13899                                                                                            | Mustergasse 11 46° 29′ 55″ N, 11° 21′ 11″ O                          | 25. Juli 1977 (BLR-LAB 4981) | schmales Gebäude mit Rundbogenlaube und je 2 gekuppelten Fenstern im 1. und 2. Stock | KG: Bozen Bauparzelle: 453 |
| ja   | Datei hochladen | Mustergasse 12 ID: 13879                                                                                            | Mustergasse 12 46° 29′ 55″ N, 11° 21′ 12″ O                          | 19. Feb. 1982 (BLR-LAB 971)  | einfache Fassade mit je drei steingerahmten Fenstern pro Stockwerk | KG: Bozen Bauparzelle: 327 |
| ja   | Datei hochladen | Mustergasse 13 ID: 13900                                                                                            | Mustergasse 13 46° 29′ 55″ N, 11° 21′ 10″ O                          | 19. Feb. 1982 (BLR-LAB 971)  | schmales Gebäude mit Rundbogenlaube und 2 Fensterachsen | KG: Bozen Bauparzelle: 454 |
| ja   | Datei hochladen | Mustergasse 14 ID: 13877                                                                                            | Mustergasse 14 46° 29′ 55″ N, 11° 21′ 11″ O                          | 25. Juli 1977 (BLR-LAB 4981) | breite Fassade in neuklassizistischer Gestaltung, 7 Fensterachsen, 2 verzierte Rundbogenportale | KG: Bozen Bauparzelle: 324/1 |
| ja   | Datei hochladen | Mustergasse 15 ID: 13901                                                                                            | Mustergasse 15 46° 29′ 55″ N, 11° 21′ 10″ O                          | 26. Nov. 2005 (BLR-LAB 4594) | auf seiner linken Seite vorspringendes Gebäude mit steingerahmten Fenstern | KG: Bozen Bauparzelle: 455 |
| ja   | Datei hochladen | Rosenegg ID: 13902                                                                                                  | Mustergasse 19-23 46° 29′ 55″ N, 11° 21′ 9″ O                        | 19. Feb. 1982 (BLR-LAB 971)  | Gebäude mit kleiner Marmortreppe, steingerahmten Fenstern und Wappenfresko an Fassade | KG: Bozen Bauparzelle: 457 |
| ja   | Datei hochladen | Nebengebäude des Ansitzes Compil ID: 50321                                                                          | 46° 30′ 31″ N, 11° 21′ 7″ O                                          | 3. Apr. 1995 (BLR-LAB 1622)  | Städtisches Wohnhaus | KG: Zwölfmalgreien Bauparzelle: 45 |
| BW   | Datei hochladen | Nebengebäude Villa Stefanie ID: 13993                                                                               | 46° 30′ 41″ N, 11° 20′ 57″ O                                         | 26. Feb. 1955 (MD)           | Villa/Sommerfrischhaus | KG: Gries Grundparzelle: 222/1, 222/3, 222/4 |
| ja   | Datei hochladen | Neptunbrunnen am Obstmarkt ID: 13953                                                                                | 46° 29′ 59″ N, 11° 21′ 9″ O                                          | 25. Juli 1977 (BLR-LAB 4981) | Brunnen | KG: Bozen Grundparzelle: 259 |
| ja   | Datei hochladen | Niederhaus ID: 14043                                                                                                | 46° 29′ 7″ N, 11° 20′ 57″ O                                          | 25. Juli 1977 (BLR-LAB 4980) | Ländliches Wohnhaus/Bauernhof | KG: Zwölfmalgreien Bauparzelle: 431/1, 431/2 |
| ja   | Datei hochladen | Oberhammer ID: 13962                                                                                                | 46° 30′ 25″ N, 11° 20′ 23″ O                                         | 25. Juli 1977 (BLR-LAB 4982) | Ländliches Wohnhaus/Bauernhof | KG: Gries Bauparzelle: 105/1 Grundparzelle: 153/4 |
| ja   | Datei hochladen | Oberhütter ID: 18156                                                                                                | 46° 30′ 39″ N, 11° 20′ 45″ O                                         | 18. Sep. 1995 (BLR-LAB 4837) | Ländliches Wohnhaus/Bauernhof | KG: Gries Bauparzelle: 132/1 |
| ja   | Datei hochladen | Oberpayrsberg ID: 14002                                                                                             | Oswaldweg 3 46° 30′ 22″ N, 11° 21′ 20″ O                             | 2. März 1953 (MD)            | Ansitz | KG: Zwölfmalgreien Bauparzelle: 30/1, 30/2, 30/3, 30/4, 30/5 |
| ja   | Datei hochladen | Oberrautner ID: 13958                                                                                               | 46° 30′ 20″ N, 11° 20′ 11″ O                                         | 18. Mai 1951 (MD)            | Ländliches Wohnhaus/Bauernhof | KG: Gries Bauparzelle: 4854, 63 |
| ja   | Datei hochladen | Obstmarkt 7 ID: 13810                                                                                               | Obstmarkt 7 46° 30′ 0″ N, 11° 21′ 11″ O                              | 18. Mai 1951 (MD)            | Gebäude mit 6 Fensterachsen, Flachbogentor mit Schmiedeeisengitter, Steinrahmung und Wappenstein | KG: Bozen Bauparzelle: 204 |
| ja   | Datei hochladen | Obstmarkt 11 ID: 13812                                                                                              | Obstmarkt 11 46° 30′ 0″ N, 11° 21′ 10″ O                             | 2. März 1953 (MD)            | Gebäude mit 3 Fensterachsen, Fenster im 1. Stock mit Segmentgiebeln, im 2. Stock mit Dreiecksgiebeln, Stuckdekorationen | KG: Bozen Bauparzelle: 207 |
| ja   | Datei hochladen | Obstmarkt 13 ID: 13811                                                                                              | Obstmarkt 13 46° 29′ 59″ N, 11° 21′ 10″ O                            | 2. März 1953 (MD)            | langgestrecktes Gebäude, Fenster mit Segment- und Dreiecksgiebeln, im 1. Stock Balkon | KG: Bozen Bauparzelle: 205 |
| ja   | Datei hochladen | Obstmarkt 32-33 ID: 13801                                                                                           | Obstmarkt 32-33 46° 30′ 0″ N, 11° 21′ 9″ O                           | 2. März 1953 (MD)            | Gebäude mit durchgehendem, polygonalem Erker | KG: Bozen Bauparzelle: 187 |
| ja   | Datei hochladen | Obstmarkt 34-35 ID: 13802                                                                                           | Obstmarkt 34-35 46° 30′ 0″ N, 11° 21′ 9″ O                           | 2. März 1953 (MD)            | schmales Gebäude mit je 2 gekuppelten Fenstern pro Stockwerk | KG: Bozen Bauparzelle: 188 |
| ja   | Datei hochladen | Obstmarkt 36-37 ID: 13803                                                                                           | Obstmarkt 36-37 46° 30′ 0″ N, 11° 21′ 9″ O                           | 2. März 1953 (MD)            | Gebäude mit je 5 gekuppelten Fenster auf 3 Geschossen, Balkon im 2. Stock | KG: Bozen Bauparzelle: 189/1, 189/2, 189/3, 189/4 |
| ja   | Datei hochladen | Obstmarkt 38 ID: 13804                                                                                              | Obstmarkt 38 46° 30′ 0″ N, 11° 21′ 10″ O                             | 25. Juli 1977 (BLR-LAB 4981) | Gebäude mit gebrochener Fassade, 4 Fensterachsen und Rundbogentor | KG: Bozen Bauparzelle: 190 |
| ja   | Datei hochladen | Obstmarkt 40-41 ID: 13805                                                                                           | Obstmarkt 40-41 46° 30′ 1″ N, 11° 21′ 10″ O                          | 2. März 1953 (MD)            | Gebäude mit 7 Fensterachsen, Rund- und Dreiecksgiebeln im 1. und 2. Stock, 2 Rundbogentore | KG: Bozen Bauparzelle: 191 |
| ja   | Datei hochladen | Obstmarkt 43-44 ID: 13806                                                                                           | Obstmarkt 43-44 46° 30′ 1″ N, 11° 21′ 11″ O                          | 18. Apr. 1953 (MD)           | Gebäude mit 2 polygonalen Erkern, gekuppelte Fenster mit Dreiecks- und Rundgiebelaufsätzen | KG: Bozen Bauparzelle: 192/1, 192/2 |
| ja   | Datei hochladen | Obstmarkt 45-46 ID: 13807                                                                                           | Obstmarkt 45-46 46° 30′ 1″ N, 11° 21′ 11″ O                          | 18. Mai 1951 (MD)            | Gebäude mit zweigeschossigem, polygonalem Erker und Rundbogentor | KG: Bozen Bauparzelle: 193 |
| ja   | Datei hochladen | Obstmarkt 47-50 ID: 13808                                                                                           | Obstmarkt 47-50 46° 30′ 1″ N, 11° 21′ 12″ O                          | 18. Mai 1951 (MD)            | Gebäude mit 2 zweigeschossigen Erkern, einer mit Balkon darüber, Rundbogentor mit Wappenstein | KG: Bozen Bauparzelle: 194/1, 194/2, 194/3 |
| ja   | Datei hochladen | Ölhaus ID: 13785 | Dr.-Streiter-Gasse 20 46° 30′ 1″ N, 11° 21′ 17″ O                    | 25. Juli 1977 (BLR-LAB 4981) | städtisches Wohnhaus mit neoklassizistischer Fassade und 16 Fensterachsen, überspannt an seinem Westende mit einem teilweise zugemauerten Bogen die Dr.-Streiter-Gasse | KG: Bozen Bauparzelle: 138, 139 |
| ja   | Datei hochladen | Palais Campofranco mit Nebengebäuden und Park ID: 13896                                                             | Mustergasse 1-3 46° 29′ 54″ N, 11° 21′ 14″ O                         | 25. Juli 1977 (BLR-LAB 4981) | Palais | KG: Bozen Bauparzelle: 445, 447 Grundparzelle: 99/1, 99/2 |
| ja   | Datei hochladen | Palais Menz ID: 13886                                                                                               | Mustergasse 2 46° 29′ 55″ N, 11° 21′ 14″ O                           | 25. Juli 1977 (BLR-LAB 4981) | Palais | KG: Bozen Bauparzelle: 335/2, 335/3, 335/4 |
| ja   | Datei hochladen | Palais Pock ID: 13897                                                                                               | Musterplatz 1-3 46° 29′ 54″ N, 11° 21′ 12″ O                         | 3. Nov. 1952 (MD)            | Palais | KG: Bozen Bauparzelle: 449/1, 451 |
| ja   | Datei hochladen | Palais Rottenbuch mit Nebengebäuden und Park ID: 13959                                                              | 46° 30′ 12″ N, 11° 20′ 37″ O                                         | 2. Apr. 1951 (MD)            | Ansitz | KG: Gries Bauparzelle: 3806, 92/1, 92/2, 92/3, 92/4, 92/5 Grundparzelle: 116/28, 116/34                                                                                              |
| ja   | Datei hochladen | Palais Toggenburg mit Park ID: 13792                                                                                | Runkelsteiner Straße 1 46° 30′ 6″ N, 11° 21′ 14″ O                   | 18. Mai 1951 (MD)            | Palais | KG: Bozen Bauparzelle: 1011, 1140, 1169, 151/1, 151/3, 993 Grundparzelle: 25/1, 25/10, 25/2, 25/3, 25/8, 25/9                                                                        |
| ja   | Datei hochladen | Palais Trapp ID: 13884                                                                                              | 46° 29′ 55″ N, 11° 21′ 14″ O                                         | 8. Mai 1973 (MD)             | Palais | KG: Bozen Bauparzelle: 332, 334 |
| ja   | Datei hochladen | Palais Widmann ID: 13933                                                                                            | 46° 29′ 52″ N, 11° 21′ 28″ O                                         | 9. Jan. 1989 (BLR-LAB 87)    | Palais | KG: Bozen Bauparzelle: 706/1 |
| ja   | Datei hochladen | Paugger mit Gartenhaus ID: 13998                                                                                    | 46° 30′ 14″ N, 11° 21′ 9″ O                                          | 2. März 1953 (MD)            | Ansitz | KG: Zwölfmalgreien Bauparzelle: 12, 13, 15 |
| ja   | Datei hochladen | Pfarrhof ID: 50339                                                                                                  | 46° 28′ 15″ N, 11° 20′ 13″ O                                         | 29. Juni 1998 (BLR-LAB 2868) | Kapelle | KG: Zwölfmalgreien Bauparzelle: 435/1, 435/2 |
| ja   | Datei hochladen | Pfarrkirche St. Laurentius in Rentsch ID: 14022                                                                     | 46° 29′ 54″ N, 11° 22′ 37″ O                                         | 25. Juli 1977 (BLR-LAB 4980) | Kirche | KG: Zwölfmalgreien Bauparzelle: 199 |
| ja   | Datei hochladen | Pfarrkirche zum Heiligen Rosenkranz in Oberau ID: 14055                                                             | 46° 28′ 53″ N, 11° 20′ 30″ O                                         | 9. Jan. 1989 (BLR-LAB 87)    | Kirche | KG: Zwölfmalgreien Bauparzelle: 1160/1 |
| BW   | Datei hochladen | Pfarrkirche zum Hl. Pius X. ID: 50640                                                                               | 46° 29′ 6″ N, 11° 19′ 15″ O                                          |                              | nach Plänen von Armando Ronca 1963–1969 errichtete Kirche | KG: Gries Bauparzelle: 3420 |
| ja   | Datei hochladen | Pfarrkirche St. Josef in Bozner Boden mit Pfarrzentrum ID: 50571                                                    | 46° 29′ 54″ N, 11° 22′ 7″ O                                          | 6. Mai 2013 (BLR-LAB 646)    | Hallenkirche in rationalistischen Formen errichtet, entworfen 1955 von Marcello Piacentini, Weihe 1961, dazugehörendes Pfarrzentrum mit ehemaligem Pfarrkino | KG: Zwölfmalgreien Bauparzelle: 1696/1, 1696/2 |
| ja   | Datei hochladen | Pfarrplatz 11-12 ID: 13895                                                                                          | 46° 29′ 53″ N, 11° 21′ 12″ O                                         | 14. Juli 1953 (MD)           | Palais. Geburtshaus von Max Valier | KG: Bozen Bauparzelle: 438 |
| ja   | Datei hochladen | Piavestraße 1-3 ID: 50492                                                                                           | Piavestraße 1-3 46° 29′ 59″ N, 11° 21′ 25″ O                         | 30. Juni 2008 (BLR-LAB 2294) | Städtisches Wohnhaus | KG: Bozen Bauparzelle: 76 |
| ja   | Datei hochladen | Piavestraße 8 ID: 13755                                                                                             | Piavestraße 8 46° 29′ 59″ N, 11° 21′ 29″ O                           | 3. Nov. 1980 (BLR-LAB 6790)  | Verwaltungsbau | KG: Bozen Bauparzelle: 28 |
| ja   | Datei hochladen | Pitsch im Bach ID: 14025                                                                                            | 46° 30′ 2″ N, 11° 22′ 59″ O                                          | 18. Mai 1951 (MD)            | Ländliches Wohnhaus/Bauernhof | KG: Zwölfmalgreien Bauparzelle: 250 |
| ja   | Datei hochladen | Plattner mit Park ID: 13964                                                                                         | 46° 30′ 35″ N, 11° 20′ 44″ O                                         | 9. Jan. 1989 (BLR-LAB 87)    | Villa/Sommerfrischhaus, 1882 von Arch. Hermann Ende errichtet, in der Zwischenkriegszeit von Arch. Marius Amonn modifiziert | KG: Gries Bauparzelle: 129 Grundparzelle: 196 |
| ja   | Datei hochladen | Plattner-Hochhaus mit Seitenflügeln ID: 50415                                                                       | 46° 29′ 56″ N, 11° 21′ 5″ O                                          | 29. Aug. 2005 (BLR-LAB 3052) | Städtisches Wohnhaus nach Plänen von Luis Plattner | KG: Bozen Bauparzelle: 485/2, 489/2, 489/3 |
| ja   | Datei hochladen | Prackenstein mit Park ID: 14015                                                                                     | Cavourstraße 7 46° 30′ 7″ N, 11° 21′ 31″ O                           | 25. Juli 1977 (BLR-LAB 4980) | Ansitz | KG: Zwölfmalgreien Bauparzelle: 3248, 95 Grundparzelle: 174, 174/1, 174/2 |
| ja   | Datei hochladen | Propst-Wenser ID: 14416                                                                                             | 46° 30′ 11″ N, 11° 21′ 29″ O                                         | 25. Juli 1977 (BLR-LAB 4980) | Ländliches Wohnhaus/Bauernhof | KG: Zwölfmalgreien Bauparzelle: 111/1 |
| ja   | Datei hochladen | Propstei ID: 18024                                                                                                  | Pfarrplatz 27-31 46° 29′ 51″ N, 11° 21′ 16″ O                        | 25. Juli 1977 (BLR-LAB 4981) | um einen Mittelhof gruppierte Gebäudeteile, Sitz der Domschatzkammer Bozen | KG: Bozen Bauparzelle: 380 |
| ja   | Datei hochladen | Rafenstein ID: 13971                                                                                                | 46° 31′ 34″ N, 11° 21′ 25″ O                                         | 6. Juli 1951 (MD)            | Burgruine | KG: Gries Bauparzelle: 162 |
| ja   | Datei hochladen | Rathaus ID: 13890                                                                                                   | Rathausplatz 5 46° 29′ 58″ N, 11° 21′ 24″ O                          | 25. Juli 1977 (BLR-LAB 4981) | Verwaltungsbau | KG: Bozen Bauparzelle: 358 |
| ja   | Datei hochladen | Rathausplatz 3 ID: 13762                                                                                            | Rathausplatz 3 46° 29′ 58″ N, 11° 21′ 25″ O                          | 14. Juli 1953 (MD)           | Städtisches Wohnhaus | KG: Bozen Bauparzelle: 74 |
| ja   | Datei hochladen | Rathausplatz 9 ID: 13841                                                                                            | Rathausplatz 9 46° 29′ 59″ N, 11° 21′ 24″ O                          | 19. Dez. 1952 (MD)           | Städtisches Wohnhaus | KG: Bozen Bauparzelle: 252/1 |
| ja   | Datei hochladen | Rathausplatz 10 ID: 13842                                                                                           | Rathausplatz 10 46° 29′ 59″ N, 11° 21′ 24″ O                         | 19. Dez. 1952 (MD)           | Städtisches Wohnhaus | KG: Bozen Bauparzelle: 255 |
| ja   | Datei hochladen | Rendelstein ID: 14008                                                                                               | 46° 30′ 47″ N, 11° 21′ 12″ O                                         | 11. Juli 1953 (MD)           | Wohnhaus mit Resten einer kleinen Burganlage aus der zweiten Hälfte des 13. Jh.s | KG: Zwölfmalgreien Bauparzelle: 60/1, 60/2 |
| ja   | Datei hochladen | Rohrer ID: 14014 | Cavourstraße 3 46° 30′ 7″ N, 11° 21′ 29″ O                           | 14. März 1953 (MD)           | Ländliches Wohnhaus/Bauernhof | KG: Zwölfmalgreien Bauparzelle: 93 |
| BW   | Datei hochladen | Sandlaner in Wangg ID: 18094                                                                                        | 46° 29′ 50″ N, 11° 24′ 14″ O                                         | 27. Jan. 1992 (BLR-LAB 304)  | Ländliches Wohnhaus/Bauernhof | KG: Zwölfmalgreien Bauparzelle: 312 |
| ja   | Datei hochladen | Schrofenstein ID: 13772                                                                                             | Vintlerstraße 2 46° 30′ 5″ N, 11° 21′ 24″ O                          | 25. Juli 1977 (BLR-LAB 4981) | Ansitz | KG: Bozen Bauparzelle: 98 |
| ja   | Datei hochladen | Schulhaus und Kindergarten in Oberau ID: 14053                                                                      | 46° 28′ 58″ N, 11° 20′ 30″ O                                         | 9. Jan. 1989 (BLR-LAB 87)    | Schule | KG: Zwölfmalgreien Bauparzelle: 903/1, 903/2 |
| ja   | Datei hochladen | Siegesdenkmal ID: 13995                                                                                             | Siegesplatz 46° 30′ 2″ N, 11° 20′ 42″ O                              | 1. Jan. 1950 (STA)           | Denkmal | KG: Gries Bauparzelle: 870 |
| ja   | Datei hochladen | Sigmundskron ID: 13981                                                                                              | 46° 28′ 49″ N, 11° 18′ 19″ O                                         | 6. Juli 1951 (MD)            | Burg/Schloss | KG: Gries Bauparzelle: 326, 327, 328, 329 |
| ja   | Datei hochladen | Silbergasse 2A-2B ID: 13856                                                                                         | Silbergasse 2A-2B 46° 29′ 57″ N, 11° 21′ 16″ O                       | 17. Nov. 1950 (MD)           | Gebäude mit zweigeschossigem, dreiseitigem Erker, gekuppelte Fenster, 5 Oculi | KG: Bozen Bauparzelle: 282 |
| ja   | Datei hochladen | Silbergasse 4 ID: 13859                                                                                             | Silbergasse 4 46° 29′ 57″ N, 11° 21′ 16″ O                           | 25. Juli 1977 (BLR-LAB 4981) | Gebäude mit 4 Fensterachsen, 2 Rundbogentore | KG: Bozen Bauparzelle: 286 |
| ja   | Datei hochladen | Silbergasse 5 ID: 13885                                                                                             | Silbergasse 5 46° 29′ 56″ N, 11° 21′ 14″ O                           | 25. Juli 1977 (BLR-LAB 4981) | Gebäude mit 7 Fensterachsen | KG: Bozen Bauparzelle: 335/1 |
| ja   | Datei hochladen | Silbergasse 11 ID: 13883                                                                                            | Silbergasse 11 46° 29′ 56″ N, 11° 21′ 13″ O                          | 25. Juli 1977 (BLR-LAB 4981) | zur Silbergasse 3 Fensterachsen, zur Pfarrgasse 2 Rundbogenportale | KG: Bozen Bauparzelle: 331 |
| ja   | Datei hochladen | Silbergasse 17 ID: 13878                                                                                            | Silbergasse 17 46° 29′ 57″ N, 11° 21′ 11″ O                          | 19. Feb. 1982 (BLR-LAB 971)  | Gebäude mit 4 Fensterachsen und Wandbrunnen | KG: Bozen Bauparzelle: 326 |
| ja   | Datei hochladen | Silbergasse 18 ID: 13868                                                                                            | Silbergasse 18 46° 29′ 57″ N, 11° 21′ 12″ O                          | 18. Mai 1951 (MD)            | Gebäude mit 6 Fensterachsen | KG: Bozen Bauparzelle: 299/2 |
| ja   | Datei hochladen | Soldatenfriedhof mit Mariahilfkapelle in St. Jakob ID: 14048                                                        | 46° 27′ 56″ N, 11° 19′ 58″ O                                         | 9. Jan. 1989 (BLR-LAB 87)    | Friedhof | KG: Zwölfmalgreien Bauparzelle: 621 Grundparzelle: 1563/2, 1563/3, 1564 |
| ja   | Datei hochladen | Sparkassengebäude ID: 13930                                                                                         | 46° 30′ 1″ N, 11° 20′ 56″ O                                          | 20. Juni 1988 (BLR-LAB 3871) | Verwaltungsbau | KG: Bozen Bauparzelle: 577 |
| ja   | Datei hochladen | Sparkassenstraße 1 mit Garten (Michaelsburg) ID: 13928                                                              | Sparkassenstraße 1 46° 30′ 4″ N, 11° 20′ 59″ O                       | 20. Juni 1988 (BLR-LAB 3871) | Städtisches Wohnhaus, ehemaliges Kloster der Eucharistiner, heute Sitz der Caritas | KG: Bozen Bauparzelle: 1175, 1176, 575 Grundparzelle: 213/1 |
| ja   | Datei hochladen | Sparkassenstraße 3-5 ID: 13936                                                                                      | Sparkassenstraße 3-5 46° 30′ 3″ N, 11° 20′ 59″ O                     | 20. Juni 1988 (BLR-LAB 3871) | Städtisches Wohnhaus | KG: Bozen Bauparzelle: 759, 760 |
| ja   | Datei hochladen | Sparkassenstraße 6 ID: 13939                                                                                        | Sparkassenstraße 6 46° 30′ 3″ N, 11° 20′ 58″ O                       | 28. Nov. 2005 (BLR-LAB 4592) | Städtisches Wohnhaus | KG: Bozen Bauparzelle: 765 |
| ja   | Datei hochladen | Sparkassenstraße 7 ID: 13935                                                                                        | Sparkassenstraße 7 46° 30′ 2″ N, 11° 20′ 59″ O                       | 20. Juni 1988 (BLR-LAB 3871) | Städtisches Wohnhaus | KG: Bozen Bauparzelle: 758 |
| ja   | Datei hochladen | Sparkassenstraße 8 ID: 13941                                                                                        | Sparkassenstraße 8 46° 30′ 3″ N, 11° 20′ 57″ O                       | 20. Juni 1988 (BLR-LAB 3871) | Städtisches Wohnhaus | KG: Bozen Bauparzelle: 767 |
| ja   | Datei hochladen | Sparkassenstraße 10 ID: 13943                                                                                       | Sparkassenstraße 10 46° 30′ 2″ N, 11° 20′ 57″ O                      | 20. Juni 1988 (BLR-LAB 3871) | Städtisches Wohnhaus | KG: Bozen Bauparzelle: 769 |
| ja   | Datei hochladen | Sparkassenstraße 13 ID: 50358                                                                                       | Sparkassenstraße 13 46° 29′ 59″ N, 11° 20′ 58″ O                     | 25. Jan. 1999 (BLR-LAB 168)  | Städtisches Wohnhaus | KG: Bozen Bauparzelle: 661 |
| ja   | Datei hochladen | Sparkassenstraße 18 ID: 13945                                                                                       | Sparkassenstraße 18 46° 29′ 56″ N, 11° 20′ 56″ O                     | 24. Juni 1985 (BLR-LAB 2985) | Städtisches Wohnhaus | KG: Bozen Bauparzelle: 773 |
| ja   | Datei hochladen | Sparkassenstraße 20-22 ID: 13946                                                                                    | Sparkassenstraße 20-22 46° 29′ 55″ N, 11° 20′ 56″ O                  | 24. Juni 1985 (BLR-LAB 2985) | Städtisches Wohnhaus | KG: Bozen Bauparzelle: 774/1 |
| ja   | Datei hochladen | St. Georg am Kofel ID: 13974                                                                                        | 46° 31′ 0″ N, 11° 20′ 42″ O                                          | 25. Juli 1977 (BLR-LAB 4982) | Kirche | KG: Gries Bauparzelle: 195 |
| ja   | Datei hochladen | St. Georg in Weggenstein und ehemalige Deutschordenskommende ID: 14013                                              | 46° 30′ 9″ N, 11° 21′ 24″ O                                          | 18. Apr. 1953 (MD)           | Kirche | KG: Zwölfmalgreien Bauparzelle: 90, 91 |
| ja   | Datei hochladen | St. Gertraud in Haslach ID: 14041                                                                                   | 46° 29′ 7″ N, 11° 21′ 0″ O                                           | 25. Juli 1977 (BLR-LAB 4980) | Kirche | KG: Zwölfmalgreien Bauparzelle: 429 |
| ja   | Datei hochladen | St. Isidor mit Sommerfrischhaus ID: 14037                                                                           | 46° 28′ 51″ N, 11° 23′ 19″ O                                         | 2. März 1953 (MD)            | Kirche | KG: Zwölfmalgreien Bauparzelle: 360, 361 |
| ja   | Datei hochladen | St. Jakob am Sand ID: 13972                                                                                         | 46° 31′ 9″ N, 11° 21′ 5″ O                                           | 25. Juli 1977 (BLR-LAB 4982) | Kirche | KG: Gries Bauparzelle: 173 |
| ja   | Datei hochladen | St. Joachim und Anna in Kampenn ID: 14035                                                                           | 46° 29′ 13″ N, 11° 23′ 1″ O                                          | 25. Juli 1977 (BLR-LAB 4980) | Kirche | KG: Zwölfmalgreien Bauparzelle: 349 |
| ja   | Datei hochladen | St. Johann im Dorf ID: 14017                                                                                        | 46° 30′ 7″ N, 11° 21′ 32″ O                                          | 25. Juli 1977 (BLR-LAB 4980) | Kirche | KG: Zwölfmalgreien Bauparzelle: 105 |
| ja   | Datei hochladen | St. Justina in Prazöll ID: 14028                                                                                    | 46° 29′ 57″ N, 11° 23′ 18″ O                                         | 25. Juli 1977 (BLR-LAB 4980) | Kirche | KG: Zwölfmalgreien Bauparzelle: 271 |
| ja   | Datei hochladen | St. Magdalena in Prazöll ID: 14024                                                                                  | 46° 30′ 7″ N, 11° 22′ 20″ O                                          | 25. Juli 1977 (BLR-LAB 4980) | Kirche | KG: Zwölfmalgreien Bauparzelle: 237 |
| ja   | Datei hochladen | St. Martin in Kampill ID: 14032                                                                                     | 46° 29′ 37″ N, 11° 22′ 43″ O                                         | 25. Juli 1977 (BLR-LAB 4980) | Kirche | KG: Zwölfmalgreien Bauparzelle: 331 |
| ja   | Datei hochladen | St. Mauritius in Moritzing ID: 13978                                                                                | 46° 30′ 3″ N, 11° 18′ 28″ O                                          | 25. Juli 1977 (BLR-LAB 4982) | Kirche | KG: Gries Bauparzelle: 230 |
| ja   | Datei hochladen | St. Oswald ID: 14018                                                                                                | 46° 30′ 14″ N, 11° 21′ 34″ O                                         | 6. Juli 1951 (MD)            | Kirchenruine | KG: Zwölfmalgreien Bauparzelle: 116 |
| ja   | Datei hochladen | St. Peter auf Karnol ID: 14009                                                                                      | 46° 30′ 42″ N, 11° 21′ 19″ O                                         | 25. Juli 1977 (BLR-LAB 4980) | Kirche | KG: Zwölfmalgreien Bauparzelle: 67 |
| ja   | Datei hochladen | St. Quirin in Quirein ID: 13982                                                                                     | Venediger Straße 13 46° 29′ 55″ N, 11° 20′ 44″ O                     | 6. Juli 1951 (MD)            | Kapelle | KG: Gries Bauparzelle: 372 |
| ja   | Datei hochladen | St. Vigil unter Weineck ID: 14040                                                                                   | 46° 29′ 22″ N, 11° 20′ 58″ O                                         | 25. Juli 1977 (BLR-LAB 4980) | Kirche | KG: Zwölfmalgreien Bauparzelle: 420 |
| ja   | Datei hochladen | Stadthotel ID: 13887                                                                                                | 46° 29′ 55″ N, 11° 21′ 16″ O                                         | 25. Juli 1977 (BLR-LAB 4981) | Hotel | KG: Bozen Bauparzelle: 338 |
| ja   | Datei hochladen | Stadtmuseum mit Hof ID: 13922                                                                                       | 46° 30′ 0″ N, 11° 20′ 57″ O                                          | 16. Jan. 1963 (MD)           | | KG: Bozen Bauparzelle: 534 Grundparzelle: 204/2 |
| ja   | Datei hochladen | Städtischer Friedhof ID: 50506                                                                                      | Pfarrhofstraße 7 46° 28′ 31″ N, 11° 20′ 16″ O                        | 30. Juni 2008 (BLR-LAB 2294) | Friedhof | KG: Zwölfmalgreien Bauparzelle: 1021, 1022, 1023, 1676 Grundparzelle: 1589/1 |
| ja   | Datei hochladen | Stauder in Kampenn ID: 14034                                                                                        | 46° 29′ 14″ N, 11° 23′ 1″ O                                          | 25. Juli 1977 (BLR-LAB 4980) | Ländliches Wohnhaus/Bauernhof | KG: Zwölfmalgreien Bauparzelle: 348 |
| ja   | Datei hochladen | Stieler ID: 14000                                                                                                   | 46° 30′ 19″ N, 11° 21′ 8″ O                                          | 25. Juli 1977 (BLR-LAB 4980) | Ländliches Wohnhaus/Bauernhof | KG: Zwölfmalgreien Bauparzelle: 22 |
| ja   | Datei hochladen | Stillendorf mit Garten und Park ID: 13929                                                                           | Wangergasse 93-95 46° 30′ 4″ N, 11° 21′ 4″ O                         | 19. Feb. 1982 (BLR-LAB 971)  | Ansitz | KG: Bozen Bauparzelle: 576/1 Grundparzelle: 1030, 1031, 1032, 1033, 228, 230 |
| ja   | Datei hochladen | Stockhammer ID: 18159                                                                                               | 46° 29′ 46″ N, 11° 23′ 8″ O                                          | 6. März 1995 (BLR-LAB 1064)  | Ländliches Wohnhaus/Bauernhof | KG: Zwölfmalgreien Bauparzelle: 263 |
| ja   | Datei hochladen | Stockhammer ID: 18034                                                                                               | Talfergasse 2 46° 30′ 6″ N, 11° 21′ 1″ O                             | 25. Juli 1977 (BLR-LAB 4980) | Ansitz | KG: Zwölfmalgreien Bauparzelle: 2 Grundparzelle: 3/1, 4, 5/3 |
| ja   | Datei hochladen | Südtiroler Archäologiemuseum (vormals Österreichisch-Ungarische Bank) ID: 13932                                     | 46° 30′ 0″ N, 11° 20′ 58″ O                                          | 20. Juni 1988 (BLR-LAB 3871) | Verwaltungsbau | KG: Bozen Bauparzelle: 659 |
| ja   | Datei hochladen | Talfergasse 1 ID: 13937                                                                                             | Talfergasse 1 46° 30′ 5″ N, 11° 20′ 58″ O                            | 12. Okt. 1987 (BLR-LAB 6186) | Städtisches Wohnhaus | KG: Bozen Bauparzelle: 761, 762 |
| ja   | Datei hochladen | Talfergasse 3 ID: 13938                                                                                             | Talfergasse 3 46° 30′ 4″ N, 11° 20′ 57″ O                            | 12. Okt. 1987 (BLR-LAB 6186) | Städtisches Wohnhaus | KG: Bozen Bauparzelle: 763, 764 |
| ja   | Datei hochladen | Talfergasse 5 ID: 13940                                                                                             | Talfergasse 5 46° 30′ 3″ N, 11° 20′ 57″ O                            | 20. Juni 1988 (BLR-LAB 3871) | Städtisches Wohnhaus | KG: Bozen Bauparzelle: 766 |
| ja   | Datei hochladen | Talfergasse 7 ID: 13942                                                                                             | Talfergasse 7 46° 30′ 2″ N, 11° 20′ 56″ O                            | 20. Juni 1988 (BLR-LAB 3871) | Städtisches Wohnhaus | KG: Bozen Bauparzelle: 768 |
| ja   | Datei hochladen | Talfergries 2 ID: 14001                                                                                             | Talfergries 2 46° 30′ 19″ N, 11° 21′ 9″ O                            | 25. Juli 1977 (BLR-LAB 4980) | Villa/Sommerfrischhaus | KG: Zwölfmalgreien Bauparzelle: 25 |
| ja   | Datei hochladen | Tankstelle am Verdiplatz ID: 50496                                                                                  | Verdiplatz 5 46° 29′ 41″ N, 11° 21′ 16″ O                            | 30. Juni 2008 (BLR-LAB 2294) | Tankstelle | KG: Bozen Bauparzelle: 847 |
| BW   | Datei hochladen | Thurner ID: 13973                                                                                                   | 46° 31′ 6″ N, 11° 21′ 4″ O                                           | 25. Juli 1977 (BLR-LAB 4982) | Ländliches Wohnhaus/Bauernhof | KG: Gries Bauparzelle: 175 |
| ja   | Datei hochladen | Torgglhaus ID: 13800                                                                                                | Museumstraße 2 46° 29′ 59″ N, 11° 21′ 9″ O                           | 9. Jan. 1989 (BLR-LAB 87)    | Gasthaus | KG: Bozen Bauparzelle: 184 |
| ja   | Datei hochladen | Trasse der Standseilbahn auf den Virgl ID: 50633                                                                    | 46° 29′ 32″ N, 11° 21′ 10″ O                                         | 21. Dez. 2021 (BLR-LAB 1117) | 1906–1907 erbaute Trasse der Virglbahn | KG: Zwölfmalgreien |
| ja   | Datei hochladen | Troyburg ID: 13865                                                                                                  | Silbergasse 16 46° 29′ 57″ N, 11° 21′ 13″ O                          | 18. Mai 1951 (MD)            | Ansitz des Geschlechts der Troilo | KG: Bozen Bauparzelle: 295 |
| ja   | Datei hochladen | Unterpayrsberg ID: 14010                                                                                            | Oswaldweg 46° 30′ 19″ N, 11° 21′ 22″ O                               | 19. Juni 1989 (BLR-LAB 3733) | Ländliches Wohnhaus/Bauernhof | KG: Zwölfmalgreien Bauparzelle: 74 |
| ja   | Datei hochladen | Vergutz ID: 14016                                                                                                   | Cavourstraße 11 46° 30′ 7″ N, 11° 21′ 33″ O                          | 19. Feb. 1982 (BLR-LAB 971)  | Ansitz | KG: Zwölfmalgreien Bauparzelle: 100/1 |
| ja   | Datei hochladen | Villa Anita mit Garten ID: 14050                                                                                    | Runkelsteinerstraße 16 46° 30′ 14″ N, 11° 21′ 17″ O                  | 16. Feb. 1987 (BLR-LAB 598)  | Villa/Sommerfrischhaus | KG: Zwölfmalgreien Bauparzelle: 693 Grundparzelle: 161/4 |
| ja   | Datei hochladen | Villa Bittner ID: 50341                                                                                             | 46° 28′ 31″ N, 11° 22′ 13″ O                                         | 12. Okt. 1998 (BLR-LAB 4644) | Villa/Sommerfrischhaus | KG: Zwölfmalgreien Bauparzelle: 615 |
| ja   | Datei hochladen | Villa Canal mit Park ID: 14012                                                                                      | Runkelsteinerstraße 14 46° 30′ 12″ N, 11° 21′ 14″ O                  | 24. Juni 1985 (BLR-LAB 2985) | Villa/Sommerfrischhaus | KG: Zwölfmalgreien Bauparzelle: 86 Grundparzelle: 162/2 |
| ja   | Datei hochladen | Villa Clara ID: 50310                                                                                               | Fagenstraße 30 46° 30′ 27″ N, 11° 20′ 26″ O                          | 15. Okt. 1982 (BLR-LAB 6049) | Villa/Sommerfrischhaus | KG: Gries Bauparzelle: 483/1 |
| ja   | Datei hochladen | Villa Defregger mit Garten ID: 14011                                                                                | Weggensteinstraße 22 46° 30′ 16″ N, 11° 21′ 16″ O                    | 24. Juni 1985 (BLR-LAB 2985) | Villa/Sommerfrischhaus | KG: Zwölfmalgreien Bauparzelle: 79/3 Grundparzelle: 161/2, 161/5 |
| ja   | Datei hochladen | Villa Dinzl ID: 18216                                                                                               | Quireiner Straße 14 46° 29′ 53″ N, 11° 20′ 40″ O                     | 16. Juni 1997 (BLR-LAB 2741) | Villa/Sommerfrischhaus | KG: Gries Bauparzelle: 375 |
| ja   | Datei hochladen | Villa Eccel mit Park ID: 50318                                                                                      | Tuchbleichgasse 1 46° 29′ 52″ N, 11° 20′ 38″ O                       | 2. Sep. 1996 (BLR-LAB 4114)  | Villa/Sommerfrischhaus | KG: Gries Bauparzelle: 742 Grundparzelle: 2127/7, 2127/8, 2172/2 |
| ja   | Datei hochladen | Villa Gasteiger ID: 50643                                                                                           | Dantestraße 32 46° 29′ 42″ N, 11° 20′ 56″ O                          | 30. Aug. 2022 (BLR-LAB 620)  | Städtisches Wohnhaus von 1902. Bei der Villa Gasteiger handelt es sich um ein dreigeschossiges Wohnhaus im Jugendstil mit Parkanlage für den Bozner Cafetier Oswald Gasteiger. Die symmetrische Anlage weist ein zentrales Treppenhaus, zwei großzügig bemessene Wohneinheiten pro Geschoss und ein bewohnbares Dachgeschoss mit später eingebauten, durchgehenden Schleppgauben auf. | KG: Bozen |
| ja   | Datei hochladen | Villa Geroldsegg (Geroldseck) ID: 50314                                                                             | Montello-Straße 14 46° 30′ 16″ N, 11° 20′ 36″ O                      | 21. Dez. 1998 (BLR-LAB 6119) | Städtisches Wohnhaus von 1910/11 | KG: Gries Bauparzelle: 681 |
| ja   | Datei hochladen | Villa Grabmayr mit Park (Glögglhof) ID: 13960                                                                       | 46° 30′ 11″ N, 11° 20′ 22″ O                                         | 16. Feb. 1987 (BLR-LAB 596)  | Villa/Sommerfrischhaus | KG: Gries Bauparzelle: 99 Grundparzelle: 129/1 |
| ja   | Datei hochladen | Villa Guntschna mit Park ID: 13985                                                                                  | Fagenstraße 16 46° 30′ 31″ N, 11° 20′ 29″ O                          | 15. Okt. 1982 (BLR-LAB 6049) | Villa/Sommerfrischhaus | KG: Gries Bauparzelle: 456 Grundparzelle: 157/2 |
| ja   | Datei hochladen | Villa Hubertus, jetzt Villa Hoffingott ID: 50315                                                                    | Montellostraße - Armando-Diaz-Straße 46° 30′ 13″ N, 11° 20′ 32″ O    | 25. Jan. 1999 (BLR-LAB 169)  | Städtisches Wohnhaus | KG: Gries Bauparzelle: 686 |
| ja   | Datei hochladen | Villa Lener mit Park ID: 14047                                                                                      | Runkelsteinerstraße 18 46° 30′ 14″ N, 11° 21′ 13″ O                  | 25. Juli 1977 (BLR-LAB 4980) | Villa/Sommerfrischhaus | KG: Zwölfmalgreien Bauparzelle: 589 Grundparzelle: 161/3, 161/8 |
| ja   | Datei hochladen | Villa Monrepos mit Park ID: 13963                                                                                   | Guntschnastraße 50 46° 30′ 26″ N, 11° 20′ 38″ O                      | 15. Okt. 1982 (BLR-LAB 6049) | Villa/Sommerfrischhaus | KG: Gries Bauparzelle: 116/2 Grundparzelle: 167/2, 167/4, 167/9 |
| ja   | Datei hochladen | Villa Pretz ID: 18111                                                                                               | 46° 30′ 11″ N, 11° 21′ 11″ O                                         | 12. Juli 1993 (BLR-LAB 4011) | Villa/Sommerfrischhaus | KG: Zwölfmalgreien Bauparzelle: 1004 |
| ja   | Datei hochladen | Villa Schaller ID: 50311                                                                                            | 46° 29′ 52″ N, 11° 20′ 39″ O                                         | 9. Apr. 2001 (BLR-LAB 1117)  | Villa/Sommerfrischhaus | KG: Gries Bauparzelle: 493/1 |
| ja   | Datei hochladen | Villa Serena mit Park ID: 13984                                                                                     | Fagenstraße 20 46° 30′ 30″ N, 11° 20′ 27″ O                          | 15. Okt. 1982 (BLR-LAB 6049) | Villa/Sommerfrischhaus. Vormals „Pension Navratil“ im Kurort Gries, ein Bauwerk von Josef Adam Irschara | KG: Gries Bauparzelle: 455, 717 Grundparzelle: 156/7, 157/1, 157/3 |
| ja   | Datei hochladen | Villa St. Peter mit Park ID: 14051                                                                                  | Heinrichstraße 2 46° 30′ 22″ N, 11° 21′ 15″ O                        | 24. Juni 1985 (BLR-LAB 2985) | Villa/Sommerfrischhaus | KG: Zwölfmalgreien Bauparzelle: 761 Grundparzelle: 36/2 |
| ja   | Datei hochladen | Villa Trafojer ID: 50312                                                                                            | Amba-Alagi-Straße 14 46° 29′ 56″ N, 11° 20′ 30″ O                    | 19. März 2001 (BLR-LAB 808)  | Städtisches Wohnhaus | KG: Gries Bauparzelle: 535/1 |
| ja   | Datei hochladen | Villa Winterheim mit Park ID: 50340                                                                                 | Runkelsteinerstraße 20 46° 30′ 15″ N, 11° 21′ 13″ O                  | 25. Juli 1977 (BLR-LAB 4980) | Städtisches Wohnhaus | KG: Zwölfmalgreien Bauparzelle: 582 Grundparzelle: 161/7 |
| ja   | Datei hochladen | Villa Zanotti und Lazzeri ID: 14029                                                                                 | 46° 29′ 22″ N, 11° 25′ 26″ O                                         | 25. Nov. 1967 (MD)           | Villa/Sommerfrischhaus | KG: Zwölfmalgreien Bauparzelle: 299/1 |
| ja   | Datei hochladen | Villa Zeltnerheim mit Portierhäuschen und Park ID: 13989                                                            | Defreggerstraße 20 46° 30′ 26″ N, 11° 20′ 6″ O                       | 15. Okt. 1982 (BLR-LAB 6049) | Villa/Sommerfrischhaus | KG: Gries Bauparzelle: 539, 540 Grundparzelle: 147/1 |
| ja   | Datei hochladen | Villa Zita ID: 13990                                                                                                | Gscheibten-Turm-Weg 7 46° 30′ 32″ N, 11° 20′ 40″ O                   | 14. März 1988 (BLR-LAB 1306) | Villa/Sommerfrischhaus | KG: Gries Bauparzelle: 551 |
| ja   | Datei hochladen | Vintlerstraße 1 ID: 13775                                                                                           | Vintlerstraße 1 46° 30′ 4″ N, 11° 21′ 23″ O                          | 21. Feb. 1962 (MD)           | im Kern mittelalterlicher Bau mit mehreren steingerahmten Fenstern und Erker im 1. Stock; | KG: Bozen Bauparzelle: 114 |
| ja   | Datei hochladen | Vintlerstraße 6 ID: 13773                                                                                           | Vintlerstraße 6 46° 30′ 5″ N, 11° 21′ 22″ O                          | 6. Feb. 2006 (BLR-LAB 356)   | Bau mit 2 Flachbogentoren und 2 Balkonen mit geschwungenen Brüstungen im 2. Stock | KG: Bozen Bauparzelle: 1171 |
| ja   | Datei hochladen | Vintlerstraße 11 ID: 13774                                                                                          | Vintlerstraße 11 46° 30′ 4″ N, 11° 21′ 21″ O                         | 25. Juli 1977 (BLR-LAB 4981) | Gebäude mit einfacher Fassade, 2 Stockwerke, 3 Fensterachsen | KG: Bozen Bauparzelle: 110/1 |
| ja   | Datei hochladen | Vintlerstraße 16 ID: 50493                                                                                          | Vintlerstraße 16 46° 30′ 5″ N, 11° 21′ 19″ O                         | 30. Juni 2008 (BLR-LAB 2294) | niedriger Bau in klassizistischen Stilformen mit Rundbogenportal Meldeamt | KG: Bozen Bauparzelle: 104/1 |
| ja   | Datei hochladen | Vittorio-Veneto-Straße 5-5A ID: 50499                                                                               | Vittorio-Veneto-Straße 5-5A 46° 30′ 10″ N, 11° 19′ 59″ O             | 30. Juni 2008 (BLR-LAB 2294) | Verwaltungsbau | KG: Gries Bauparzelle: 508 |
| ja   | Datei hochladen | Waaghaus ID: 13851                                                                                                  | 46° 29′ 58″ N, 11° 21′ 19″ O                                         | 25. Juli 1977 (BLR-LAB 4981) | Städtisches Wohnhaus | KG: Bozen Bauparzelle: 269/1, 269/2 |
| ja   | Datei hochladen | Waldgries ID: 14026                                                                                                 | 46° 29′ 52″ N, 11° 22′ 59″ O                                         | 18. Mai 1951 (MD)            | Ansitz | KG: Zwölfmalgreien Bauparzelle: 252 |
| ja   | Datei hochladen | Waltherplatz 1 (vormals Hotel Schgraffer) ID: 50495                                                                 | Waltherplatz 1 46° 29′ 56″ N, 11° 21′ 19″ O                          | 30. Juni 2008 (BLR-LAB 2294) | Verwaltungsbau (vormals Hotel) | KG: Bozen Bauparzelle: 349 |
| ja   | Datei hochladen | Waltherplatz 3 ID: 13888                                                                                            | Waltherplatz 3 46° 29′ 55″ N, 11° 21′ 19″ O                          | 2. März 1953 (MD)            | Städtisches Wohnhaus | KG: Bozen Bauparzelle: 346 |
| ja   | Datei hochladen | Wandelhalle an der Guntschnapromenade ID: 13988                                                                     | 46° 30′ 21″ N, 11° 19′ 56″ O                                         | 9. Jan. 1989 (BLR-LAB 87)    | Pavillon | KG: Gries Bauparzelle: 500 |
| ja   | Datei hochladen | Wangergasse 6 ID: 13793                                                                                             | Wangergasse 6 46° 30′ 4″ N, 11° 21′ 12″ O                            | 16. Feb. 1987 (BLR-LAB 597)  | Fassade mit geschwungenem Giebel, Rundbogentor, 4 Fensterachsen | KG: Bozen Bauparzelle: 155 |
| ja   | Datei hochladen | Wangergasse 8 ID: 18025                                                                                             | Wangergasse 8 46° 30′ 4″ N, 11° 21′ 12″ O                            | 19. Feb. 1982 (BLR-LAB 971)  | Gebäude mit 3 Fensterachsen | KG: Bozen Bauparzelle: 156 |
| ja   | Datei hochladen | Wangergasse 10 ID: 13794                                                                                            | Wangergasse 10 46° 30′ 4″ N, 11° 21′ 11″ O                           | 25. Juli 1977 (BLR-LAB 4981) | Gebäude mit 5 Fensterachsen | KG: Bozen Bauparzelle: 157 |
| ja   | Datei hochladen | Wangergasse 12 (Meitingerhaus) ID: 13795                                                                            | Wangergasse 12 46° 30′ 4″ N, 11° 21′ 11″ O                           | 25. Juli 1977 (BLR-LAB 4981) | Gebäude mit 6 Fensterachsen, stuckgerahmtes Fresko | KG: Bozen Bauparzelle: 158 |
| ja   | Datei hochladen | Wangergasse 14 ID: 13796                                                                                            | Wangergasse 14 46° 30′ 4″ N, 11° 21′ 10″ O                           | 16. Feb. 1987 (BLR-LAB 597)  | Gebäude mit 4 Fensterachsen, Stuckdekorationen im Biedermeierstil | KG: Bozen Bauparzelle: 159 |
| ja   | Datei hochladen | Wangergasse 16 ID: 13797                                                                                            | Wangergasse 16 46° 30′ 4″ N, 11° 21′ 9″ O                            | 2. März 1953 (MD)            | Gebäude mit 4 Fensterachsen, steingerahmte Rechteckfenster | KG: Bozen Bauparzelle: 160 |
| ja   | Datei hochladen | Wangergasse 20 ID: 13798                                                                                            | Wangergasse 20 46° 30′ 4″ N, 11° 21′ 9″ O                            | 16. Dez. 1952 (MD)           | Gebäude mit 4 Fensterachsen, 2 Rundbogentore, Fenster im 2. Stock mit Rundbogen- und Dreiecksaufsätzen | KG: Bozen Bauparzelle: 162 |
| ja   | Datei hochladen | Wangergasse 83-89 ID: 13799                                                                                         | Wangergasse 83-89 46° 30′ 4″ N, 11° 21′ 6″ O                         | 29. Mai 1970 (MD)            | Marienschule: Gebäude 83-87 mit dekoriertem Rundbogenportal, darüber zweigeschossiger Erker, mehrere Doppelbogenfesnter, Gebäude 89 mit 3 Portalen zur Ecke Wangergasse-Rauschertorgasse | KG: Bozen Bauparzelle: 167 |
| BW   | Datei hochladen | Wangger ID: 14031                                                                                                   | 46° 29′ 42″ N, 11° 24′ 2″ O                                          | 20. Juni 1988 (BLR-LAB 3871) | Ländliches Wohnhaus/Bauernhof | KG: Zwölfmalgreien Bauparzelle: 315 |
| ja   | Datei hochladen | Weinegg ID: 14056                                                                                                   | 46° 29′ 25″ N, 11° 20′ 59″ O                                         | 27. Aug. 1956 (MD)           | Burgruine | KG: Zwölfmalgreien Grundparzelle: 1471/1 |
| ja   | Datei hochladen | Weintraubengasse 5 ID: 13761                                                                                        | Weintraubengasse 5 46° 29′ 58″ N, 11° 21′ 25″ O                      | 30. Dez. 1952 (MD)           | Gebäude mit viereckigem, mehrstöckigem Erker, darauf ein von Engeln getragener Ovalrahmen mit Marienbild | KG: Bozen Bauparzelle: 65 |
| ja   | Datei hochladen | Weintraubengasse 7-9 ID: 13760                                                                                      | Weintraubengasse 7-9 46° 29′ 57″ N, 11° 21′ 25″ O                    | 18. Mai 1951 (MD)            | Gebäude mit steingerahmten Fenstern und polygonalem Erker im 2. Stock | KG: Bozen Bauparzelle: 63 |
| ja   | Datei hochladen | Werkstatt für Oberleitungen/Heizungsanlage und verschiedene Werkstätten ID: 50607                                   | 46° 29′ 40″ N, 11° 21′ 51″ O                                         | 28. Nov. 2017 (BLR-LAB 1318) | Große Werkstatthalle mit Sheddach und monumentaler Pilastergliederung erbaut zwischen 1927 und 1936; die Heizungsanlage in einem eingeschoßigen Gebäude mit hohem Kamin aus Ziegelsteinen; die nebenstehenden Koordinaten beziehen sich auf die Werkstatt, die Heizungsanlage befindet sich östlich anschließend auf 46° 29′ 39,3″ N, 11° 21′ 51,5″ O.                                | KG: Zwölfmalgreien Bauparzelle: 1051, 1052 |
| ja   | Datei hochladen | Widum in Kampenn ID: 14036                                                                                          | 46° 29′ 13″ N, 11° 22′ 59″ O                                         | 25. Juli 1977 (BLR-LAB 4980) | Widum/Kanonikerhaus | KG: Zwölfmalgreien Bauparzelle: 352 |
| ja   | Datei hochladen | Widum in Rentsch ID: 14021                                                                                          | 46° 29′ 55″ N, 11° 22′ 35″ O                                         | 25. Juli 1977 (BLR-LAB 4980) | Widum/Kanonikerhaus Ehemalige St.-Pauls-Kirche | KG: Zwölfmalgreien Bauparzelle: 198 |
| ja   | Datei hochladen | Wohn- und Geschäftsgebäude Ecke Südtirolerstraße/Garibaldistraße ID: 50548                                          | 46° 29′ 44″ N, 11° 21′ 20″ O                                         | 18. Apr. 2011 (BLR-LAB 616)  | Städtisches Wohnhaus Arch. Armando Ronca, erbaut 1957–1960 | KG: Zwölfmalgreien Bauparzelle: 2146, 510/4 |
| ja   | Datei hochladen | Zancani-Straße 15 ID: 50317                                                                                         | 46° 29′ 57″ N, 11° 20′ 27″ O                                         | 19. März 2001 (BLR-LAB 809)  | Städtisches Wohnhaus Arch. Hans Pfeiffer (1911) | KG: Gries Bauparzelle: 703 |

Falls bei einem Baudenkmal keine Koordinaten bekannt sind, werden ersatzweise die Katasterdaten zum Zeitpunkt der Unterschutzstellung angegeben. Diese sind weder offiziell noch zwingend aktuell.
Die vom Landesdenkmalamt übernommenen Adressen können veraltet sein.
| Foto:   | Fotografie des Denkmals. Klicken des Fotos erzeugt eine vergrößerte Ansicht. Daneben finden sich zwei Symbole: |
| ID      | Identifikator beim Südtiroler Landesdenkmalamt                                                                 |
| KG      | Katastralgemeinde                                                                                              |
| MD      | Ministerialdekret                                                                                              |
| BLR-LAB | Beschluss der Landesregierung – Landesausschussbeschluss                                                       |